# Jules Dalou
Pour les articles homonymes, voir Dalou.
Jules Dalou, né à Paris le 31 décembre 1838 et mort dans la même ville le 15 avril 1902, est un sculpteur français.

## Biographie
Aimé Jules Dalou est né dans une famille d’artisans gantiers. Ses parents protestants l’élèvent dans la laïcité et l’amour de la République.

### Jeunesse
Jules Dalou montre très jeune des dons pour le modelage et le dessin, ce qui lui vaut l’attention de Jean-Baptiste Carpeaux, lequel le fait entrer en 1852 à la Petite École, future École nationale supérieure des arts décoratifs de Paris, où il suit les cours d'Horace Lecoq de Boisbaudran.
En 1854, il est admis à l’École des beaux-arts de Paris où il  étudie la peinture dans l'atelier d'Abel de Pujol et la sculpture dans l'atelier de Francisque Duret. Il commence à gagner sa vie en travaillant pour des ornemanistes. C'est chez l'un d'eux que débute son amitié avec Auguste Rodin. Paris est alors en pleine mutation, Dalou se forge une expérience en travaillant dans les grands chantiers de la capitale en produisant de la sculpture décorative pour des immeubles sur les grandes avenues parisiennes : à ce titre il participe à la décoration de l'hôtel de La Païva avenue des Champs-Élysées. Il travaille également pour l'atelier d’orfèvrerie des frères Auguste et Joseph Fannière.
Il se présente quatre fois, sans succès, au concours du prix de Rome. Il  en conçoit de la rancœur envers les institutions artistiques officielles.
Il présente au Salon de 1869 un Daphnis et Chloé, et La Brodeuse au Salon de 1870. Ces deux pièces sont acquises par l'État.
Durant ces années obscures de formation, Dalou épouse Irma Vuillier, une femme de fort caractère qui le soutiendra toute sa vie. Le couple n’a qu’un enfant, Georgette (1867-1915), une fille née avec un handicap mental qui nécessite, jusqu’à sa mort pendant la Première Guerre mondiale, la présence à ses côtés d’un adulte responsable. C’est pour assurer le financement de l'hébergement à vie de sa fille par l’Orphelinat des Arts que Dalou a légué le fonds de son atelier à cette institution ; ainsi les chercheurs disposent-ils actuellement de plus de 300 œuvres achetées par la ville de Paris à l’orphelinat en 1905.

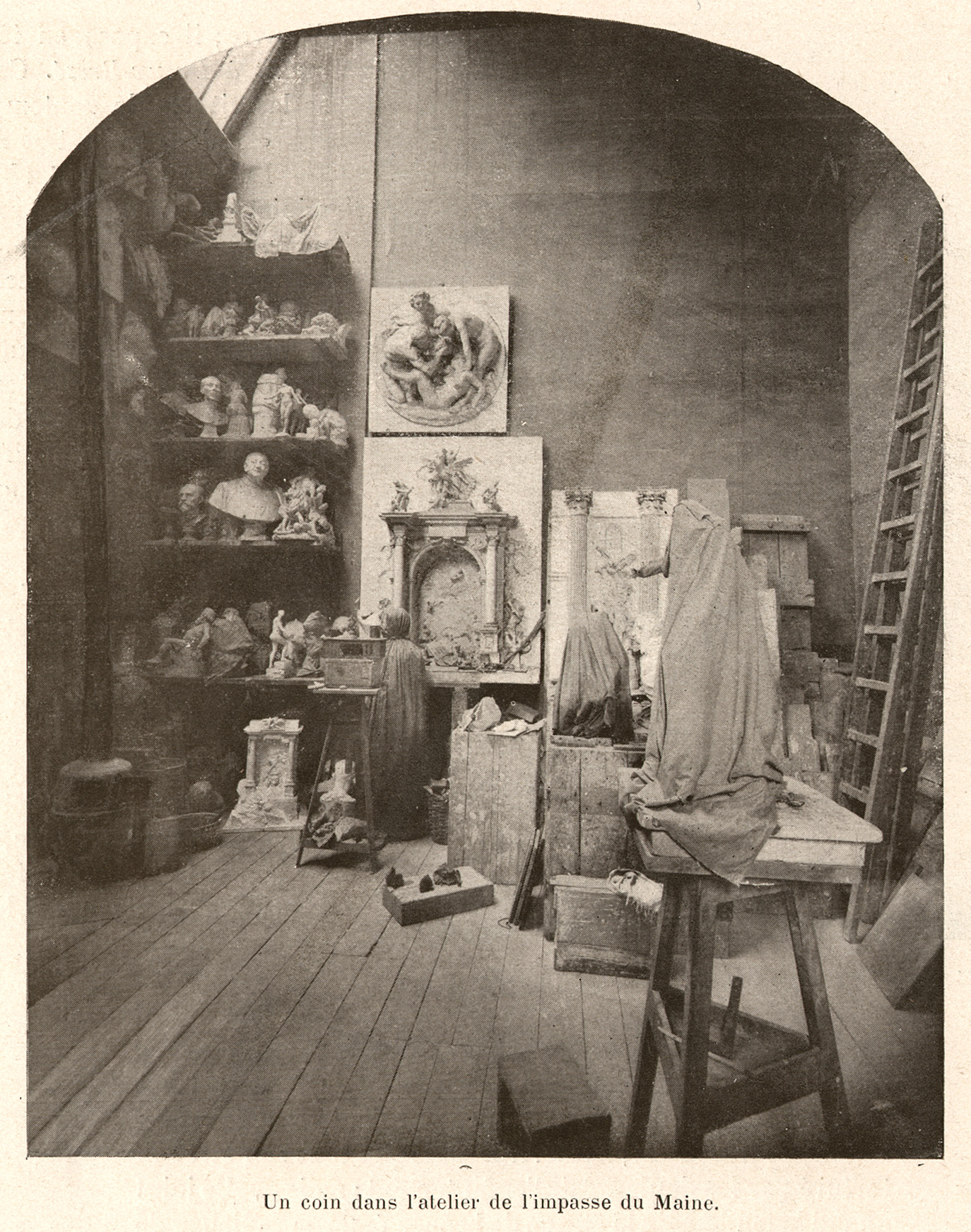
L'atelier de Dalou en 1899.
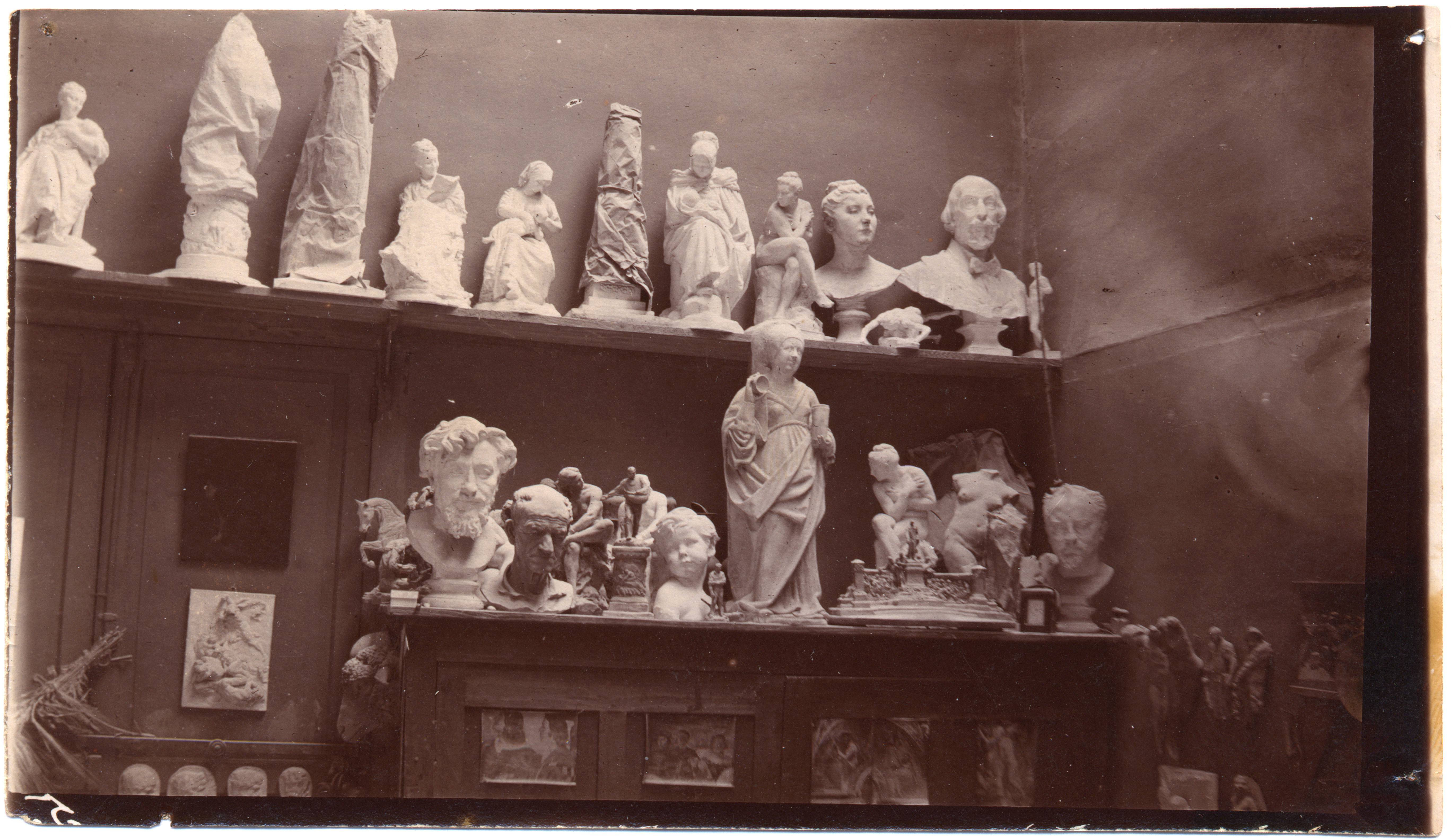
L'atelier de Dalou vers 1902-1905.

### La Commune de Paris
Le conflit franco-prussien bouleverse l’ordre du Second Empire et la  défaite de Sedan provoque la proclamation de la Troisième République. Dalou s’engage dans le combat. On le retrouve officier au 83e bataillon des fédérés. Le 18 mars 1871, la Commune de Paris met en place un gouvernement insurrectionnel. Gustave Courbet que l’on vient d’élire à la Fédération des artistes de Paris, appelle Dalou auprès de lui et le fait nommer administrateur provisoire adjoint au musée du Louvre, au côté d'Henry Barbet de Jouy, avec pour mission de protéger les collections du vandalisme. Le 17 mai, Dalou et sa famille, pour mener à bien sa surveillance, s’installent dans le musée.

### L’exil à Londres (1871-1879)

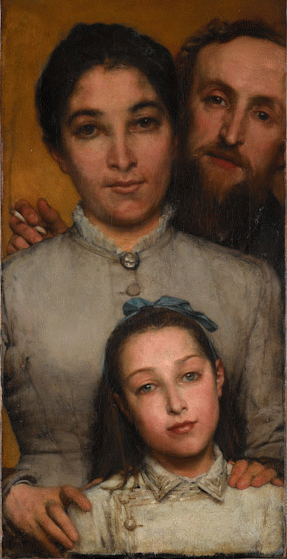
Lawrence Alma-Tadema, Dalou, sa femme et sa fille (1876), Paris, musée d'Orsay.

Au lendemain de la Semaine sanglante de mai 1871, Dalou, sa femme et leur fille sont menacés en tant que Communards, contraints à l'exil et demandent le droit d'asile. Le 6 juillet de la même année, ils peuvent rejoindre l'Angleterre et sont accueillis par son ancien condisciple de la Petite École, le peintre et graveur Alphonse Legros.
À Londres les premières années sont difficiles mais grâce à l'aide bienveillante que lui apporte Legros, très introduit à la City, il réalise une série de statuettes en terre cuite inspirées par les paysannes boulonnaises ou par des sujets intimistes (Liseuse, Berceuse), et des portraits de l'aristocratie anglaise. À la fin de 1874, Dalou trouve un emploi de professeur de modelage à la National Art Training School et à la City and Guilds of London Art School (en). Son influence est déterminante auprès des sculpteurs britanniques de la New Sculpture (en). Il reçoit commande d’une fontaine publique en marbre intitulée Charity (1877) près du Royal Exchange à Londres, et d'un monument pour la reine Victoria dédié à ses petits-enfants situé dans la chapelle privée de Frogmore au château de Windsor.
Pendant cet exil, le gouvernement français choisit d'envoyer en 1876 le bronze de La Brodeuse dans sa sélection officielle de la France pour l'Exposition universelle de Philadelphie. Mais malgré toutes les propositions qui lui sont faites par ses confrères anglais, il refuse d'exposer dans la section anglaise du Salon en France, ne voulant pas être abrité par un drapeau étranger dans son propre pays.
Le 1er mai 1874, le 3e Conseil de guerre de Paris le condamne aux travaux forcés à perpétuité par contumace pour ses fonctions d'officier dans la Commune et son poste d'administrateur adjoint du Louvre. Ayant refusé de demander grâce, ce n’est qu’en mai 1879, après avoir été amnistié sous la présidence Jules Grévy que Dalou et sa famille rentrent enfin d’exil.

Œuvres de la période anglaise
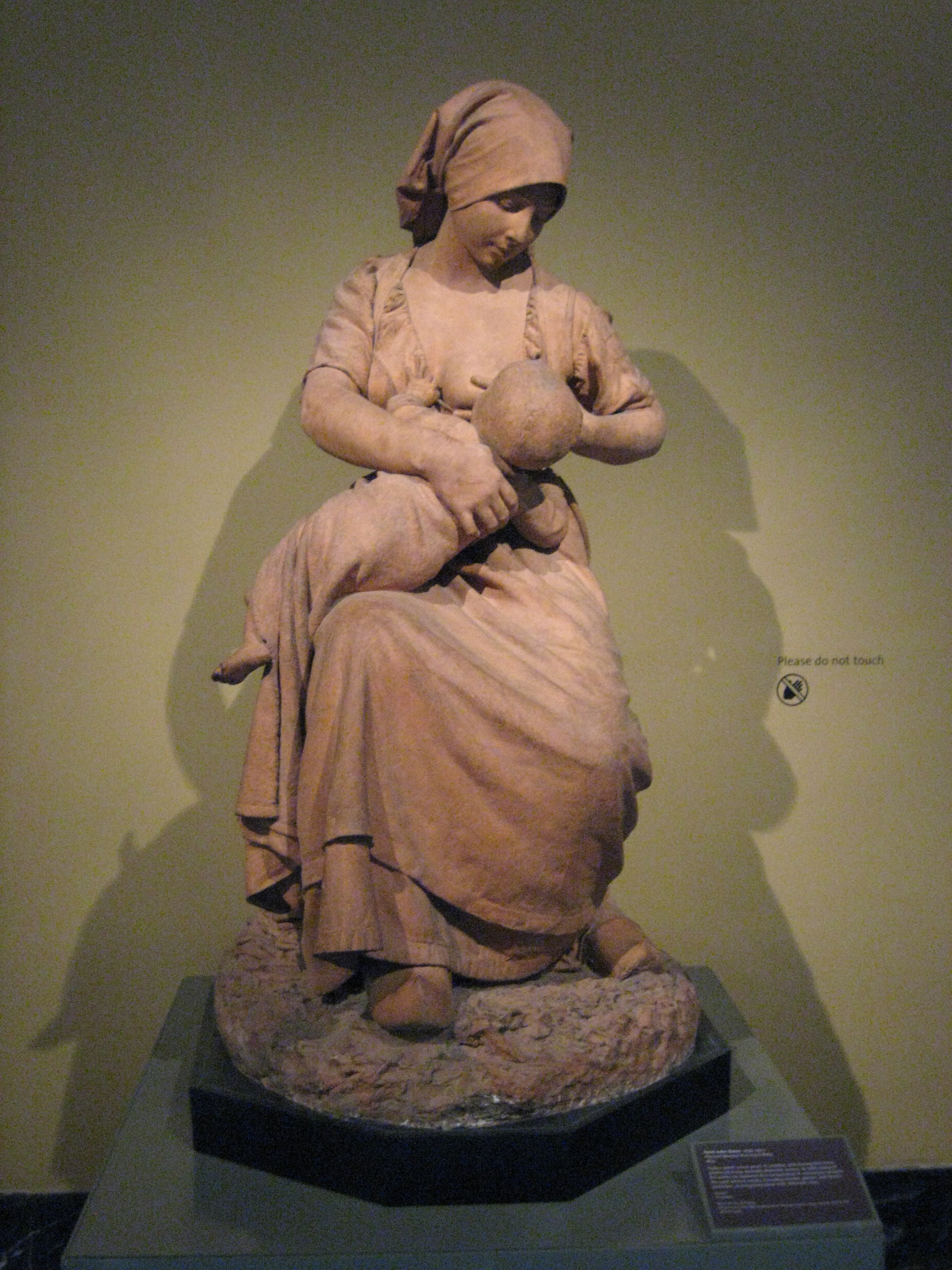
La Paysanne française allaitant (1873), Londres,  Victoria and Albert Museum.
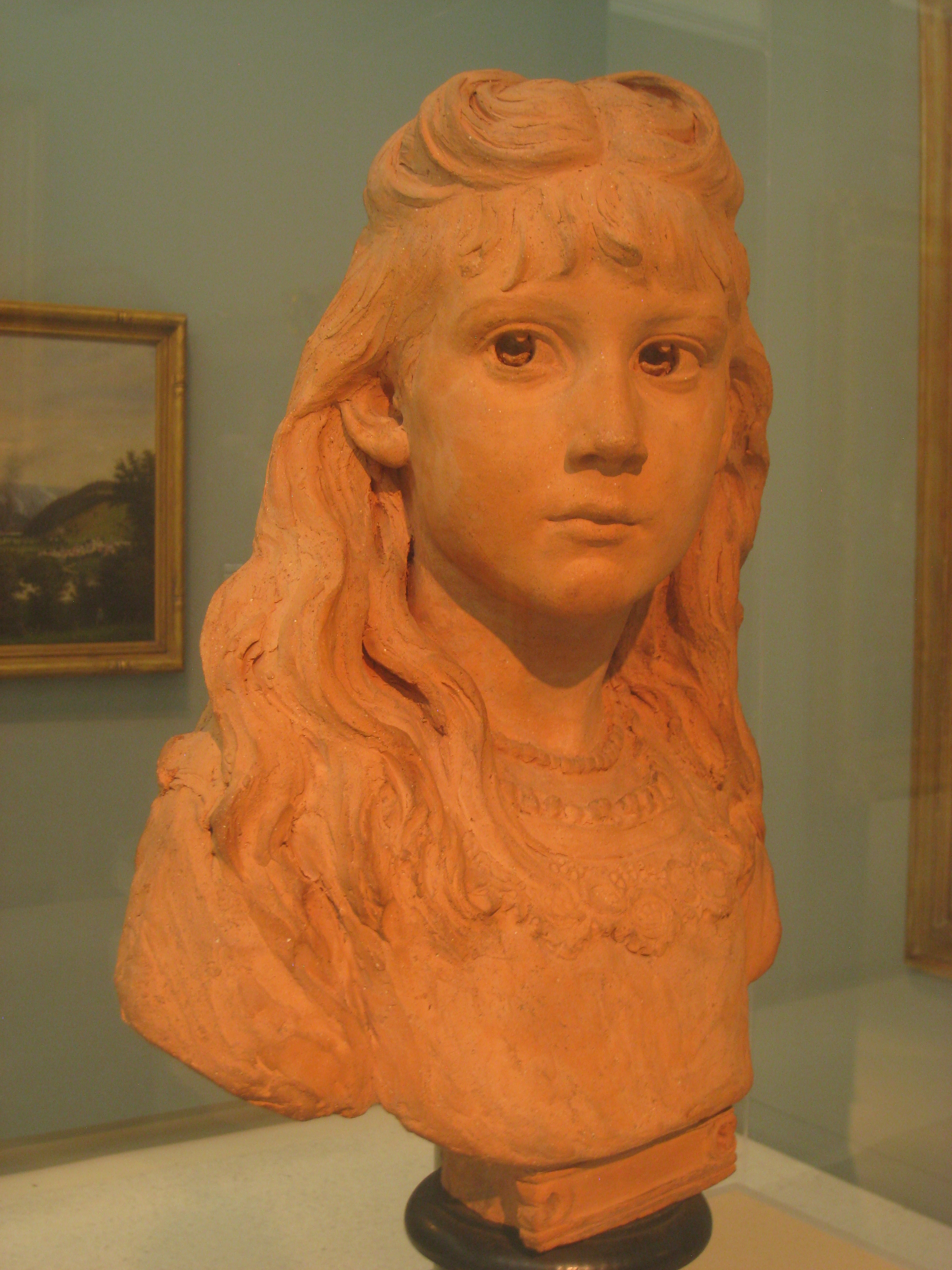
Dorothy Heseltine (1874), Pittsburgh, Carnegie Museum of Art.
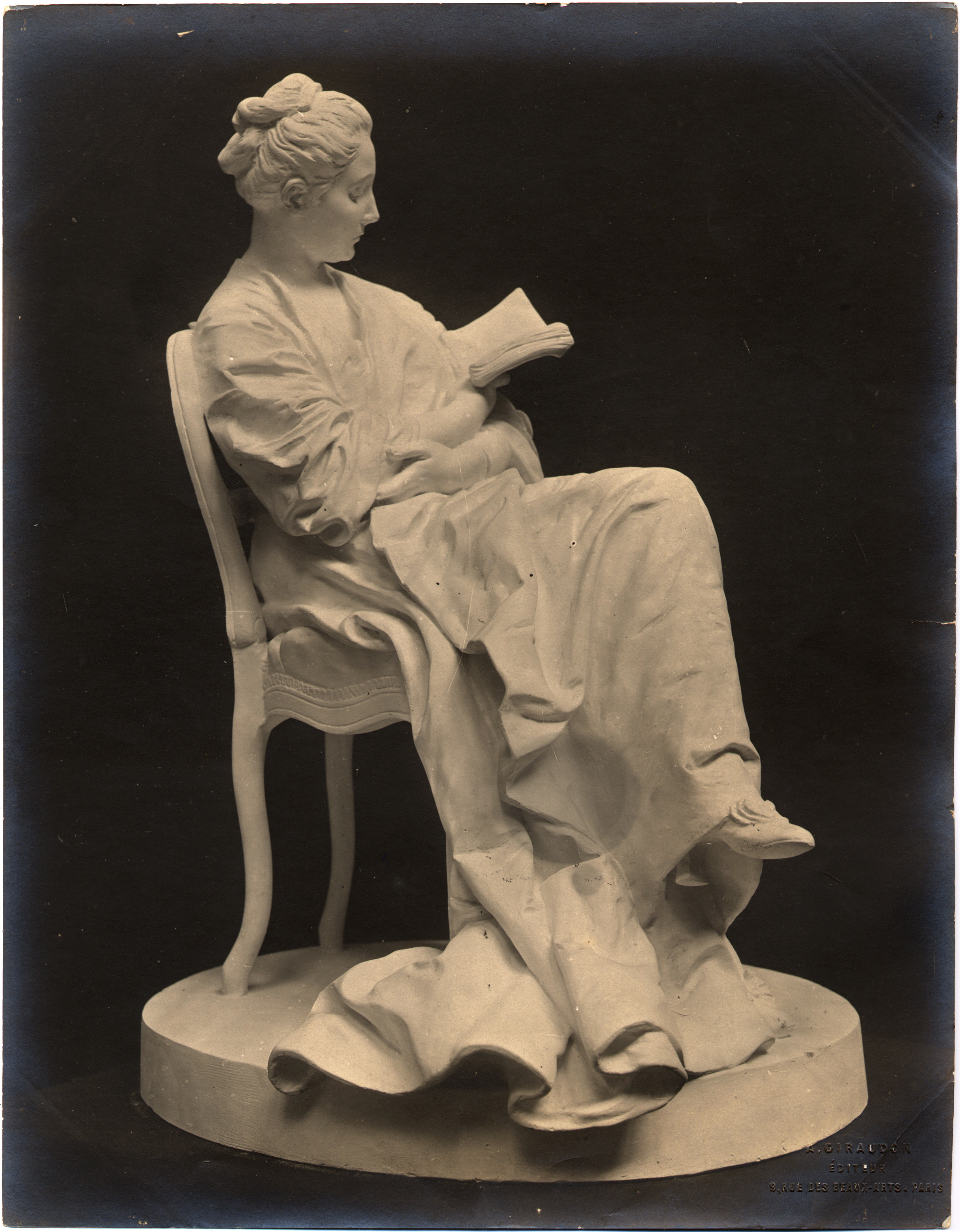
La Liseuse (vers 1871-1879), Paris, Petit Palais.
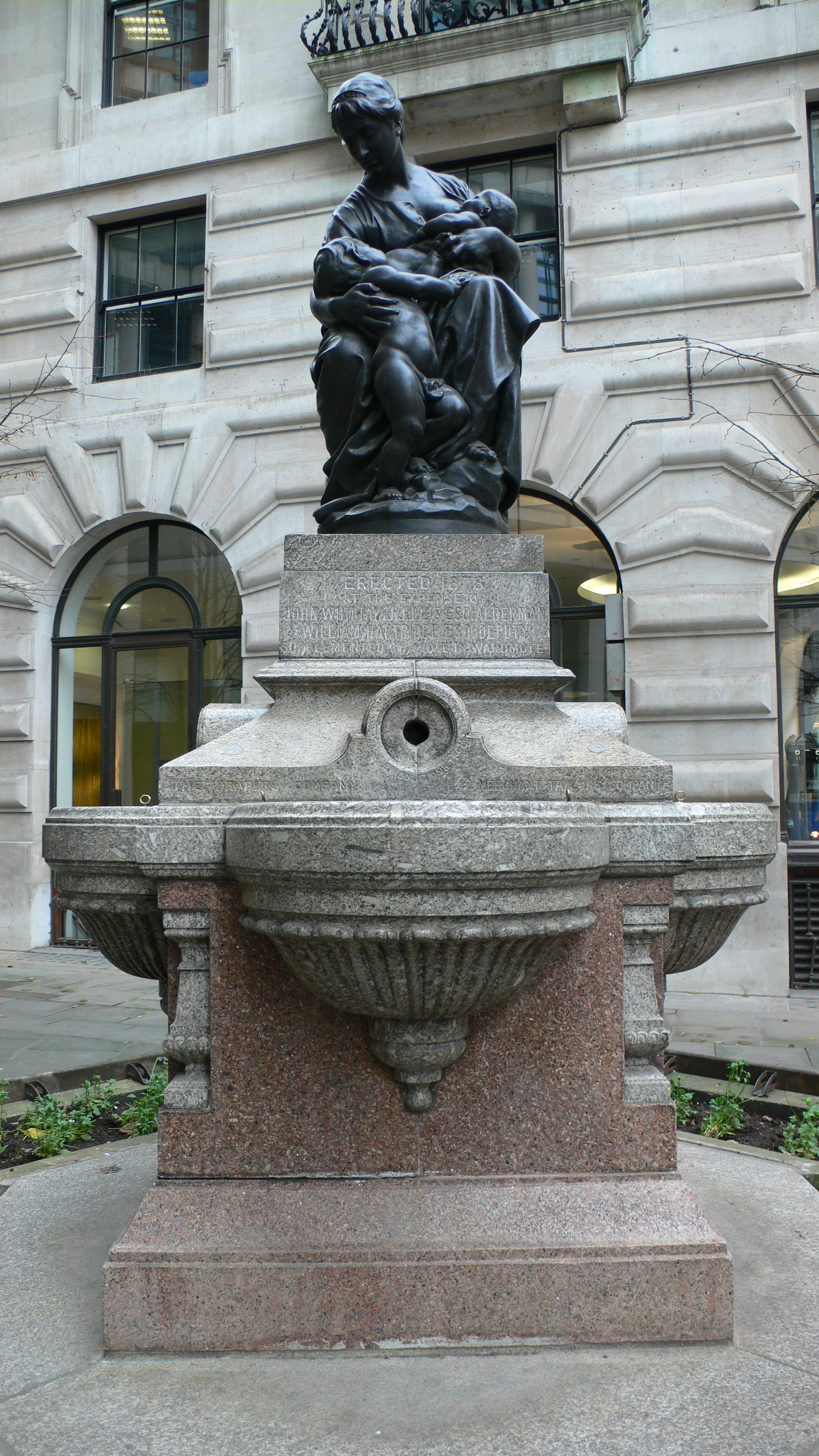
La Charité (copie en bronze de 1897), Londres, Exchange Avenue.

### Retour en France

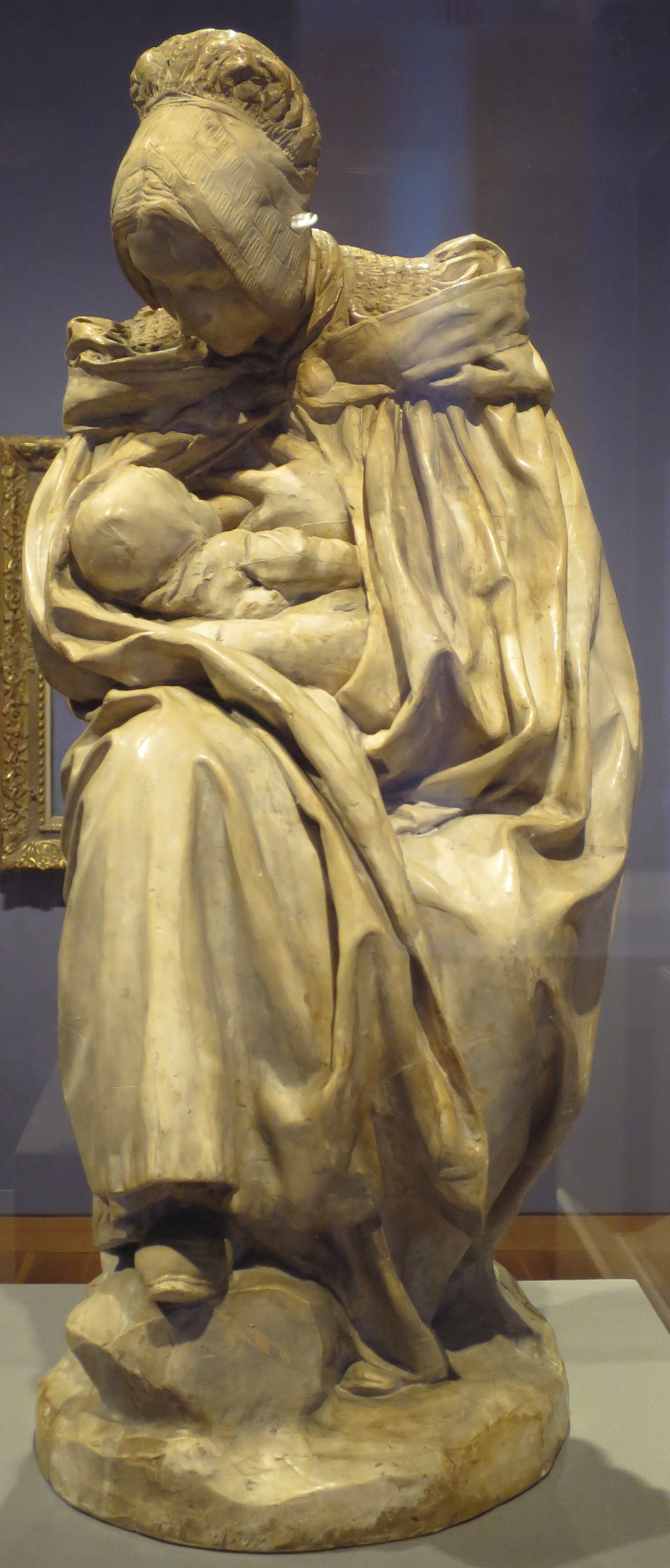
Boulonnaise allaittant (vers 1890), Atlanta, High Museum of Art.

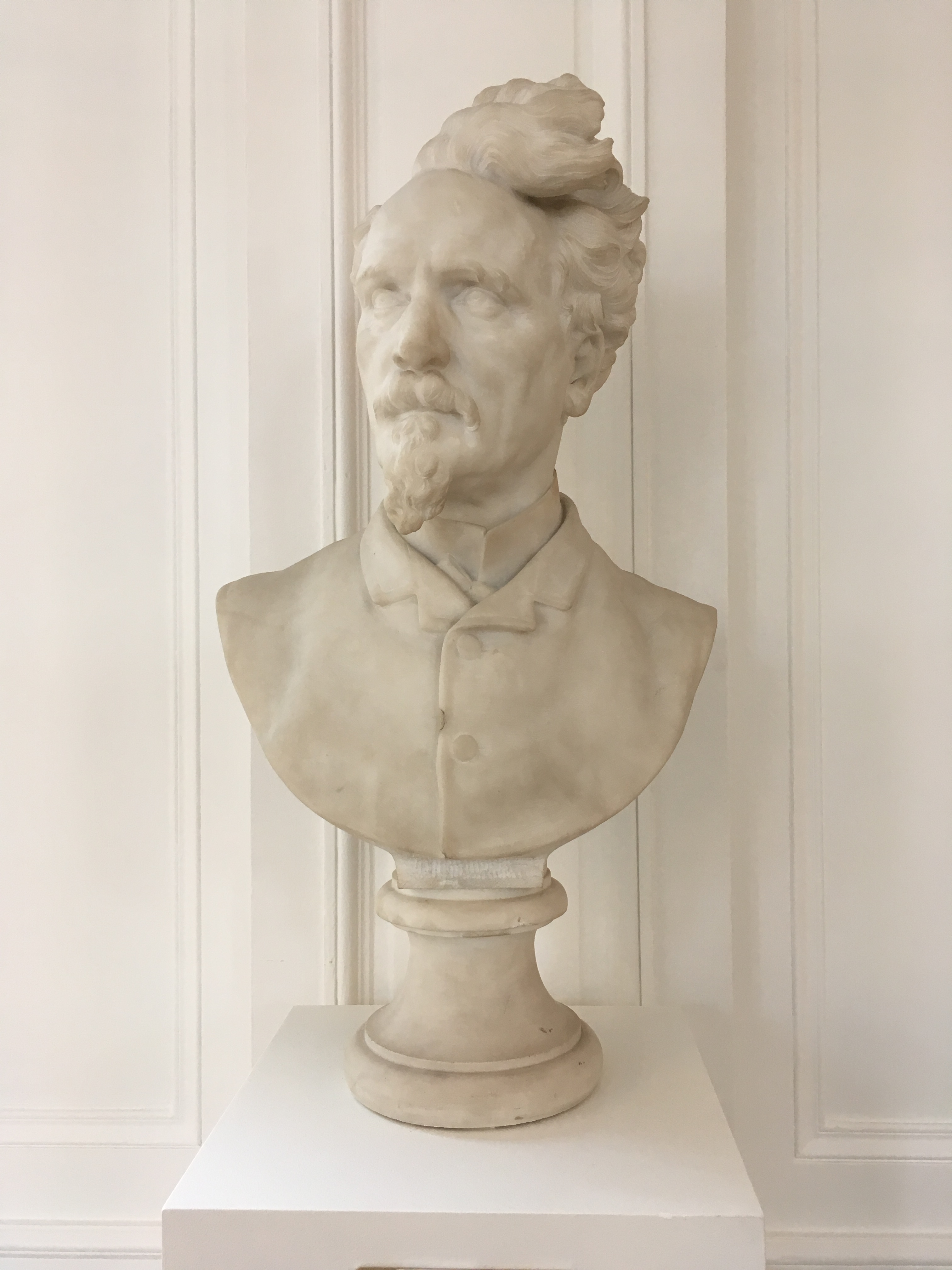
Henri Rochefort (1890), Paris, musée d'Orsay.

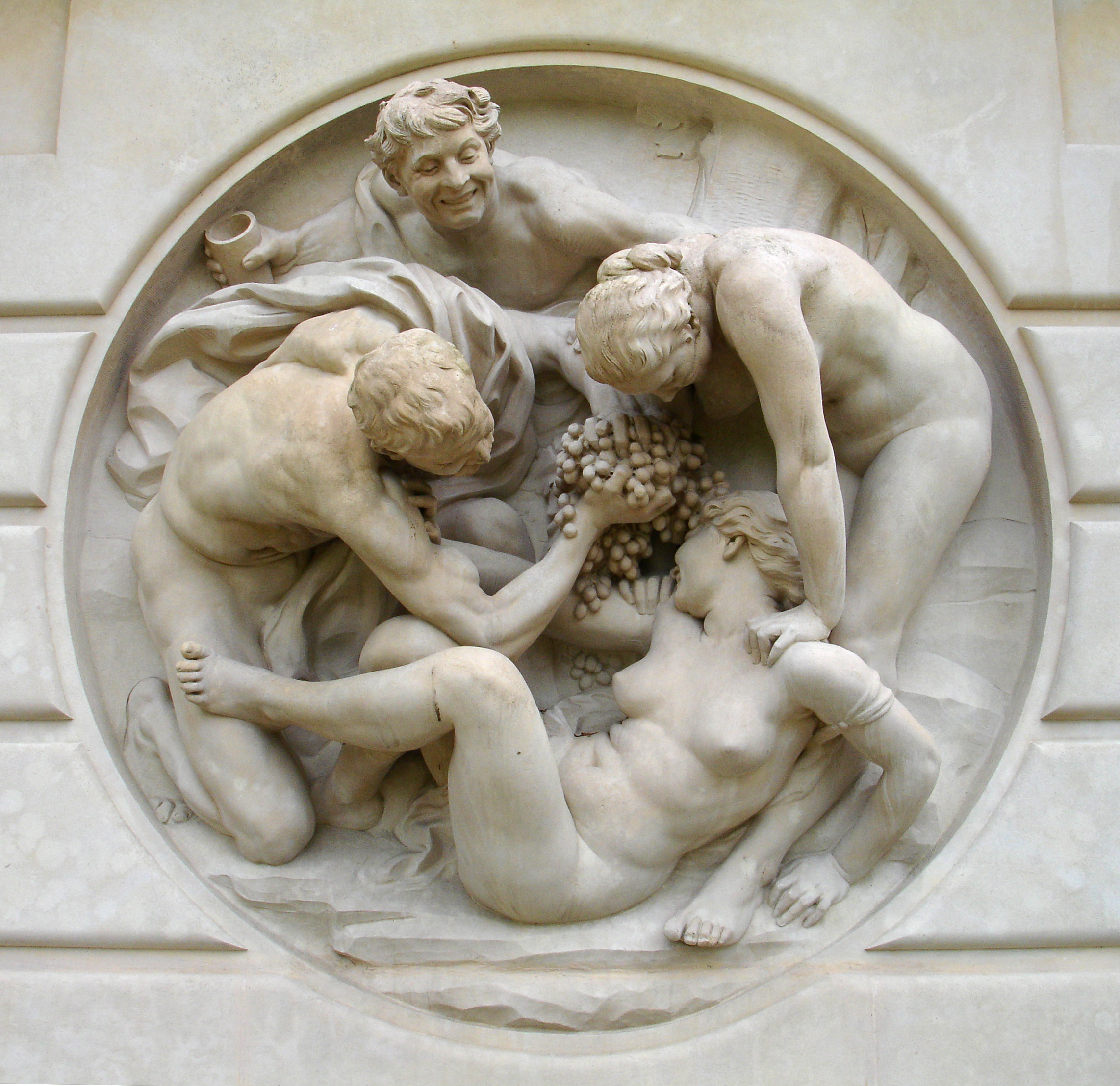
Bacchanale (1898), Paris, fontaine du jardin des serres d'Auteuil.

Dalou retourne en France après avoir concouru pour une statue monumentale de la République destinée à la place de la République à Paris. L’envoi de Dalou ne correspondant pas aux critères requis, le jury choisit finalement le projet des frères Morice, le Monument à la République. Cependant son groupe Le Triomphe de la République est  commandé par la municipalité pour être érigé sur la place du Trône, renommée place de la Nation en 1880. Dalou consacrera vingt ans à la réalisation de ce monument.
En 1890, sous la présidence de Meissonier, avec un comité composé notamment de Jules Dalou, une nouvelle Société nationale des beaux-arts recommence à organiser des expositions annuelles au Salon du Champ-de-Mars.
Les années 1881 et 1882 sont difficiles : pendant cette période il reprend une activité de sculpteur-décorateur pour l'ornemaniste Michel-Victor Cruchet. Il collabore à plusieurs occasions avec le céramiste Ernest Chaplet, mais le Salon de 1883 le révèle enfin au grand public français. Il y expose les plâtres de ses deux hauts reliefs : La Fraternité des Peuples (également connu sous le titre la République) et Mirabeau répondant à Dreux-Brézé, pour lequel on lui remet la médaille d'honneur. Aujourd'hui  et le bronze du Mirabeau répondant à Dreux-Brézé, achevé en 1890, acquis par l'État, orne la salle Casimir-Perier du Palais Bourbon à Paris.
Fuyant le monde et vivant en famille, Dalou se livre à un labeur considérable. En hommage au peintre dont il admire l'œuvre, Il exécute le Monument à Eugène Delacroix, Jardin du Luxembourg (1890). Il réalise les Monuments à Alphand, avenue Foch (1891-1896, inauguré en 1899), à Boussingault à l'École des arts et métiers (1895), à Jean Leclaire au square des Épinettes à Paris (1896), à Charles Floquet au cimetière du Père-Lachaise (1897), à Sidi-Brahim à Oran (1898), à Lazare Hoche à Quiberon (1902). Il conçoit un projet de Monument à Victor Hugo au Panthéon (1886), un projet de Monument à la Justice pour le Palais Bourbon (1892), et un projet de Monument aux Orateurs destiné au Panthéon (1896-1898), tous les trois non réalisés.
On lui commande les gisants d'Auguste Blanqui (1885), celui de Victor Noir (1890), et le médaillon en bronze de Charles Amouroux (1885), tous visibles au cimetière du Père-Lachaise.
Il fait sentir toute son admiration pour la peinture de Rubens dans son groupe du Triomphe de Silène placé au jardin du Luxembourg (1885). La ville de Paris lui commande la statue d'Antoine Lavoisier pour le grand amphithéâtre de la Sorbonne (1887), la fontaine de La Bacchanale du Jardin des serres d'Auteuil (1895-1898), la statue de La Chanson à l'hôtel de ville de Paris, qui reproduit les traits de la chanteuse Yvette Guilbert (1895).
Parmi les nombreux bustes qu'il produit après son retour en France, on peut citer ceux de Charcot (1884), Auguste Vacquerie (1885), Henri Rochefort (1888), Gustave Courbet (1890), Albert Liouville (1890), Mlle Gilardi (1890), Jules Jouy (1892), Ernest Cresson (1897), Paul Richer (1900), Jean Gigoux (1900), et Marie Laurent (inachevé, 1901).
Pour l'Exposition universelle de 1889, dite Exposition du Centenaire, on inaugure sur la place de la Nation le plâtre (teinté couleur bronze) du groupe allégorique du Triomphe de la République commandé par la ville de Paris en 1879. Bien que la version bronze du groupe ne fût inaugurée qu'en 1899, cette œuvre remporte le grand prix de sculpture de l'exposition.
Dalou quitte la Société des artistes français en 1890 pour exposer désormais à la Société nationale des beaux-arts, dont il est membre fondateur avec Ernest Meissonier, Auguste Rodin et Pierre Puvis de Chavannes.
Nommé chevalier de la Légion d'honneur en 1883, puis promu officier par le président Carnot en 1889, il est élevé au grade de commandeur du même ordre en 1899 par le président Loubet lors de l'inauguration de son monument du Triomphe de la République.

### Mort et inhumation
Jules Dalou meurt le 15 avril 1902 à son domicile au 22, avenue du Maine dans le 15e arrondissement de Paris d'une affection cardiaque. Il est inhumé à Paris au cimetière du Montparnasse (4e division).

### LeMonument aux Travailleurs

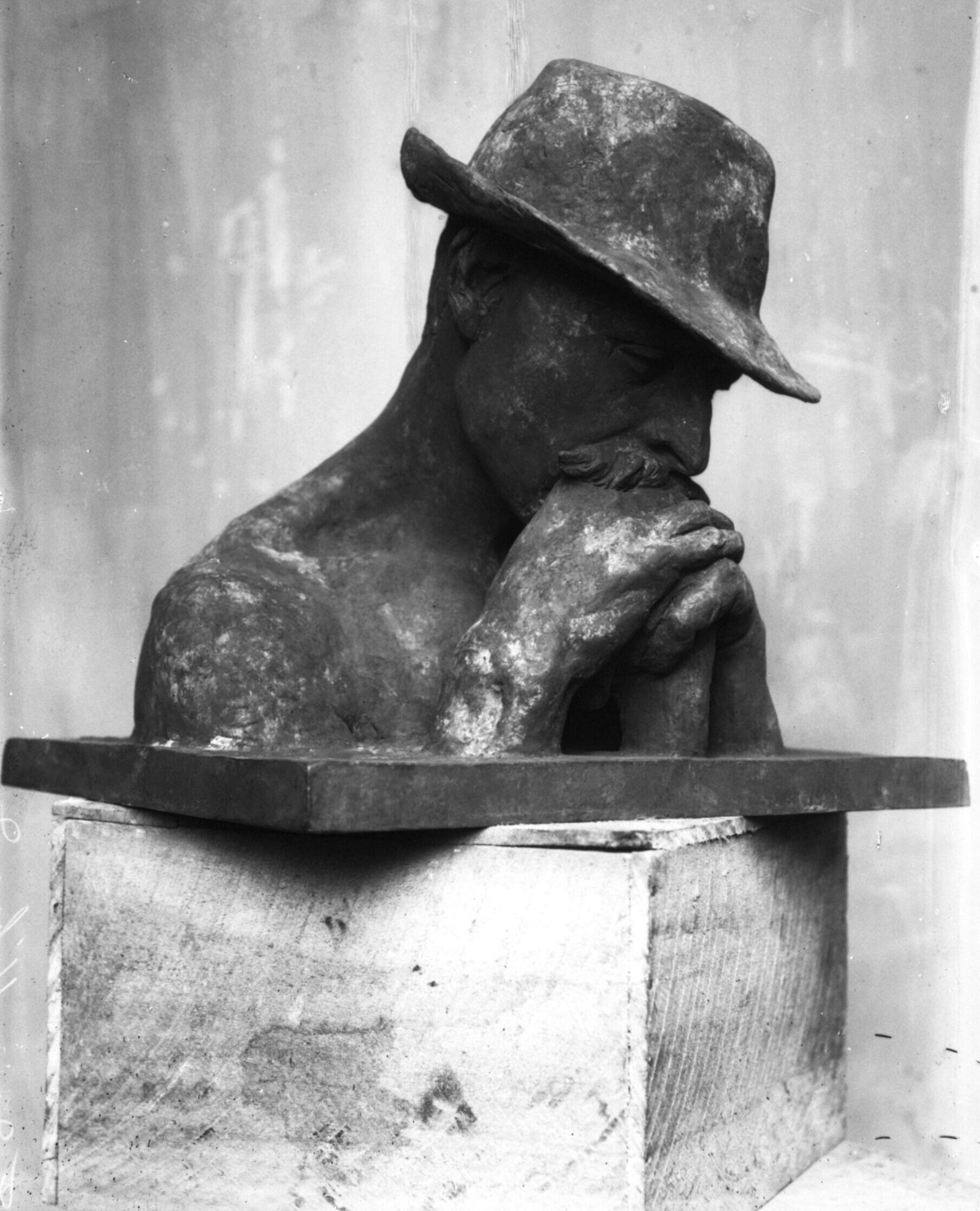
Buste de terrassier avant l'application de la patine dans la fonderie Hébrard en 1910. Photographie de l'agence Rol.

Il n'a pas le temps de mener à bien son dernier grand projet, un Monument aux Travailleurs (ou Monument aux Ouvriers), dont l'idée lui vient en 1889 au lendemain de la première inauguration du Triomphe de la République. Le formalisme de la cérémonie et les défilés militaires avaient tenu le peuple à l'écart de cette manifestation officielle. Dalou en avait été déçu. Fidèle à son idéal républicain, il eut souhaité que cette inauguration soit l'occasion d'une grande fête populaire et démocratique (ce qu'elle fut lors de l'inauguration du bronze en 1899). Son idée est de rendre un hommage au monde des ouvriers, des artisans et des paysans en leur dédiant cette œuvre dont ils constituent le sujet central. À la fin de sa carrière il décrit ce projet en ces termes : « Je crois avoir enfin trouvé le monument aux Ouvriers que je cherche depuis 1889. La disposition générale tiendrait de l'insigne de Priape, Dieu des Jardins, emblème de la création, de la borne, berceau et tombe du pauvre, enfin du tuyau de l'usine, prison où se passe sa vie. Sobre, sans moulure ni ornement, je désire qu'il ait l'aspect grave et imposant, s'il se peut, que le sujet comporte. L'exécuterai-je ? Là est la question. Je suis bien âgé et de plus ma santé est bien débile ».
Les nombreuses esquisses de ce monument trouvées dans son atelier après son décès sont maintenant conservées au Petit Palais. La statue du Grand paysan (vers 1897-1902, Paris, musée d'Orsay) préfigure, à une échelle moindre, les personnages qu'il projetait de placer dans les seize niches entourant la colonne, le tout devant mesurer 32 mètres de haut.

Monument aux Travailleurs
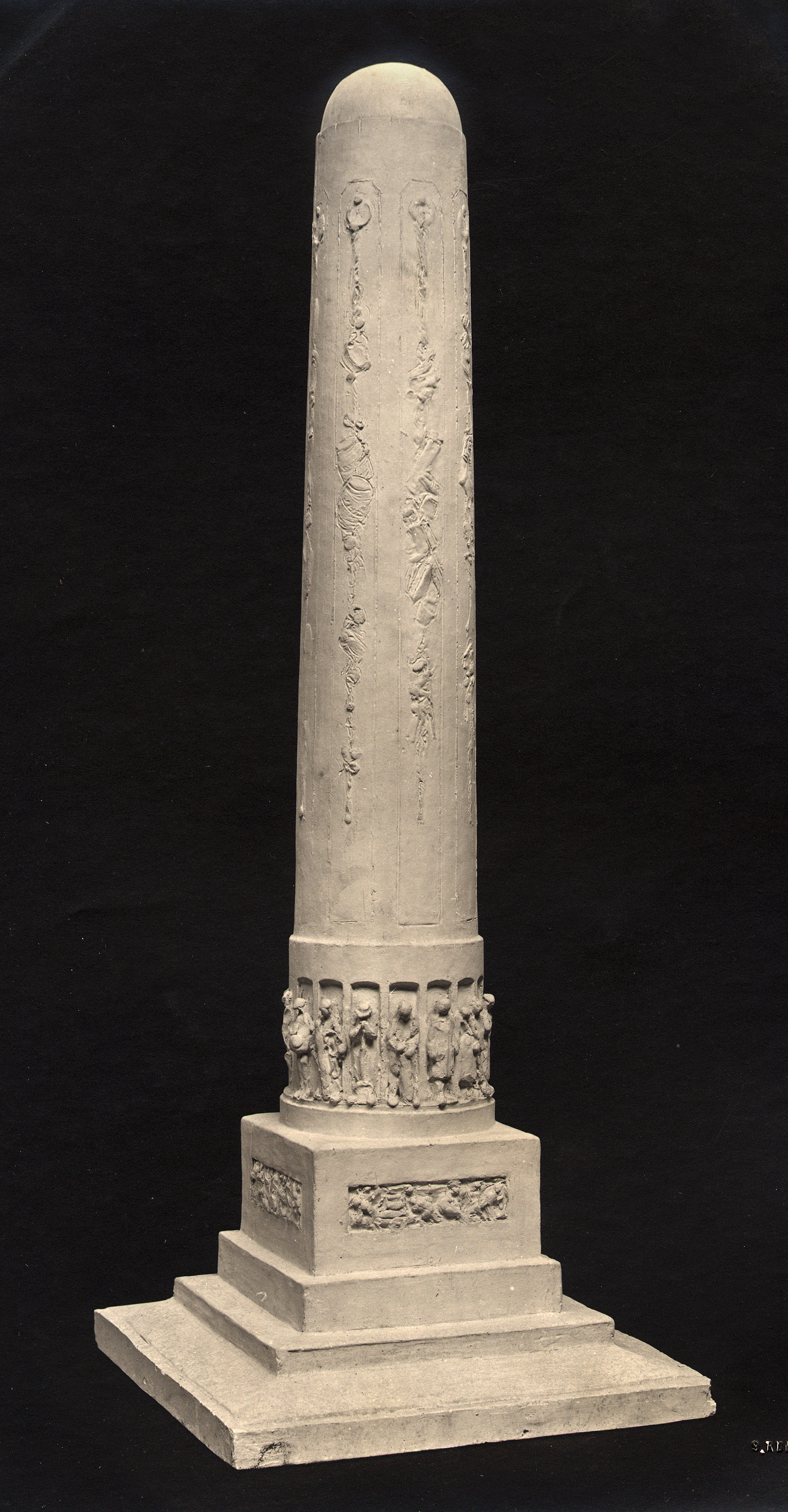
Esquisse pour le Monument aux Travailleurs (1889-1902), Paris, Petit Palais.
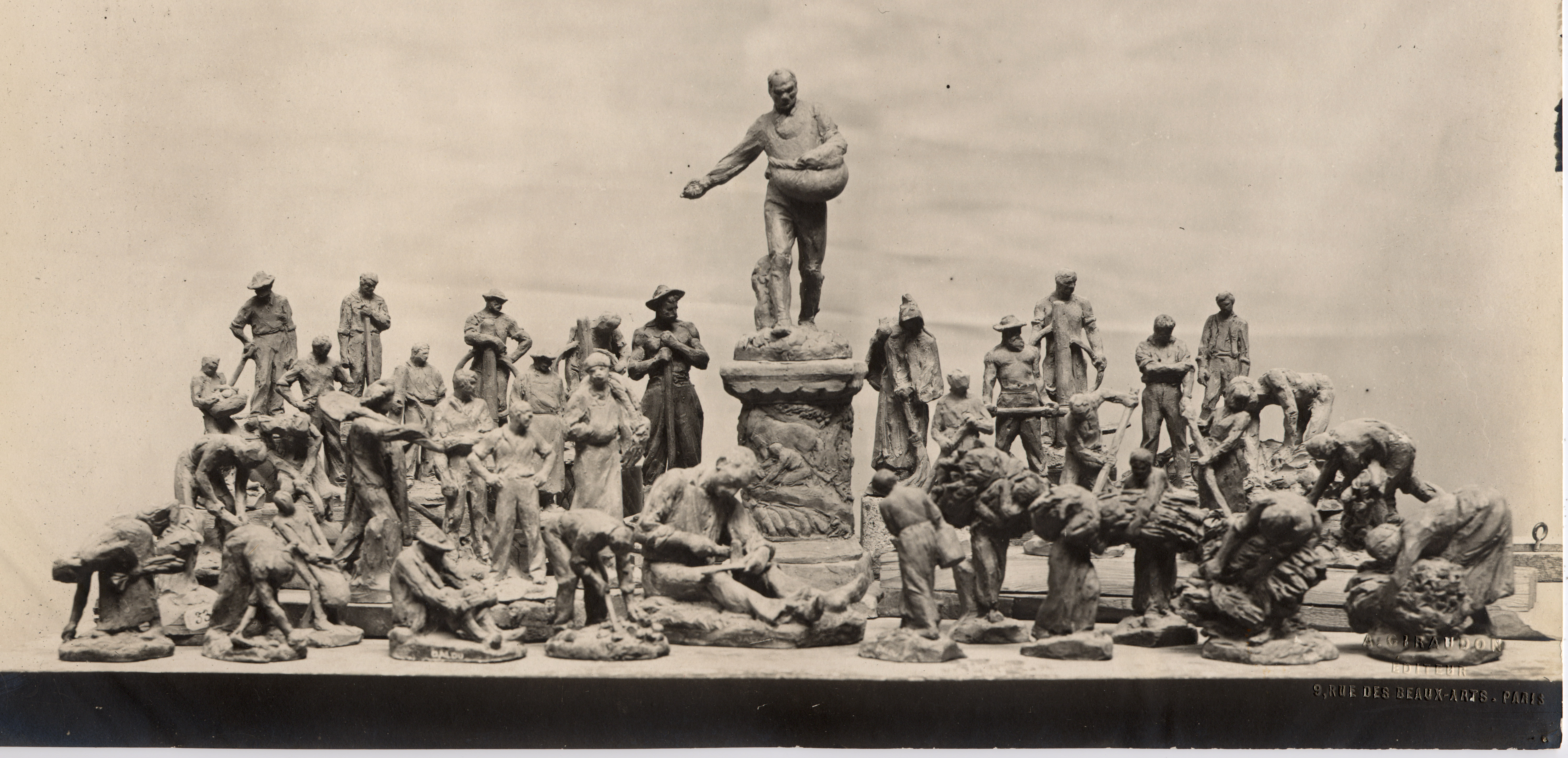
Esquisses pour le Monument aux Travailleurs (1889-1902), Paris, Petit Palais.
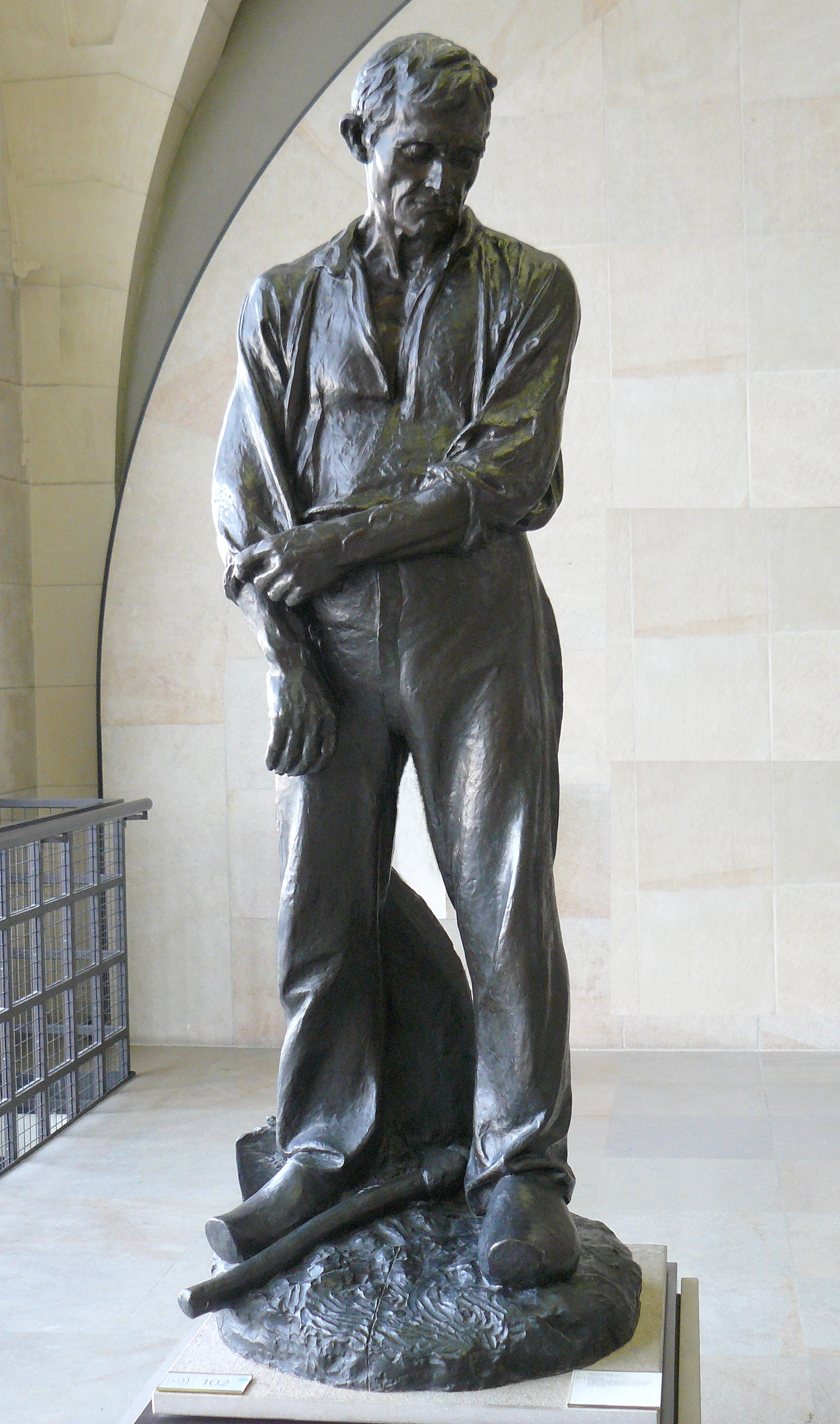
Grand paysan (1897-1902), Paris, musée d'Orsay.

## Distinctions
- Commandeur de la Légion d'honneur

## Œuvres

### Œuvres monumentales

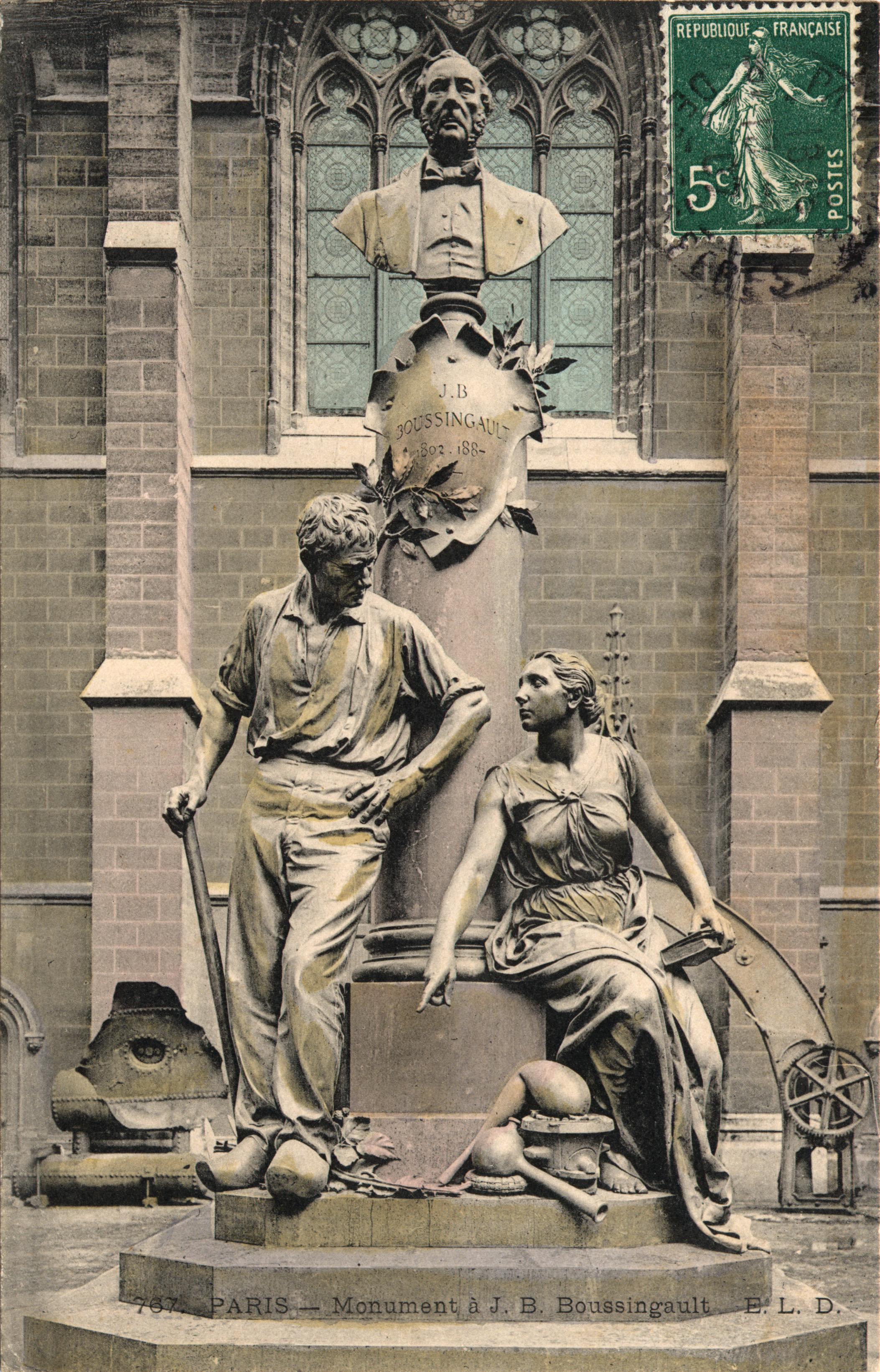
Monument à Boussingault (1895), dans son état original dans la cour du Conservatoire national des arts et métiers à Paris, aujourd'hui au CNAM de Bretagne.

- La Fraternité des Peuples, 1883, haut-relief en plâtre  dans la salle des mariages de la mairie du 10e arrondissement de Paris.
- Monument funéraire d'Auguste Blanqui, 1885, Paris, cimetière du Père-Lachaise.
- Monument à Antoine Lavoisier, 1888, Paris, grand amphithéâtre de la Sorbonne.
- Mirabeau répondant à Dreux-Brézé, 1890, haut-relief en bronze, salle Casimir-Perier au Palais Bourbon à Paris.
- Monument à Eugène Delacroix, 1890, Paris, jardin du Luxembourg.
- Monument funéraire de Victor Noir, 1891, Paris, cimetière du Père-Lachaise.
- Monument à Boussingault inauguré à Paris dans la cour du Conservatoire des Arts et Métiers en 1895, transféré au CNAM de Bretagne.
- le Progrès entraînant le Commerce et l'Industrie, 1895, fronton des Grands Magasins Dufayel au 26, rue de Clignancourt à Paris.
- Monument à Sidi-Brahim, 1896, Oran[12].
- Monument à Jean Leclaire, 1896, Paris, square des Épinettes[20].
- Monument à Eugène Delacroix, 1898, Saint-Maurice, détruit par la municipalité en 1998[21],[22].
- Le Triomphe de la République, 1899, groupe monumental en bronze de la place de la Nation à Paris, situé au centre du jardin de Marianne.
- Monument à Alphand, 1899, jardins de l'avenue Foch à Paris[23].
- Lions menés par des enfants, 1900, Paris, Pont Alexandre-III[24].
- Monument à Lazare Hoche, 1902, Quiberon. Le modèle de la statue en plâtre est conservé au Panthéon à Paris.
- Monument à Gambetta, allées de Tourny à Bordeaux, remis à la ville en 1904, inauguré en 1905, démonté en 1961[25].
- Monument à Émile Levassor, inauguré en 1907 à l'entrée du bois de Boulogne à Paris, déplacé en 1972 dans le square Alexandre-et-René-Parodi, boulevard de l'Amiral-Bruix à Paris.
- Monument à Scheurer-Kestner, 1908, Paris, jardin du Luxembourg.

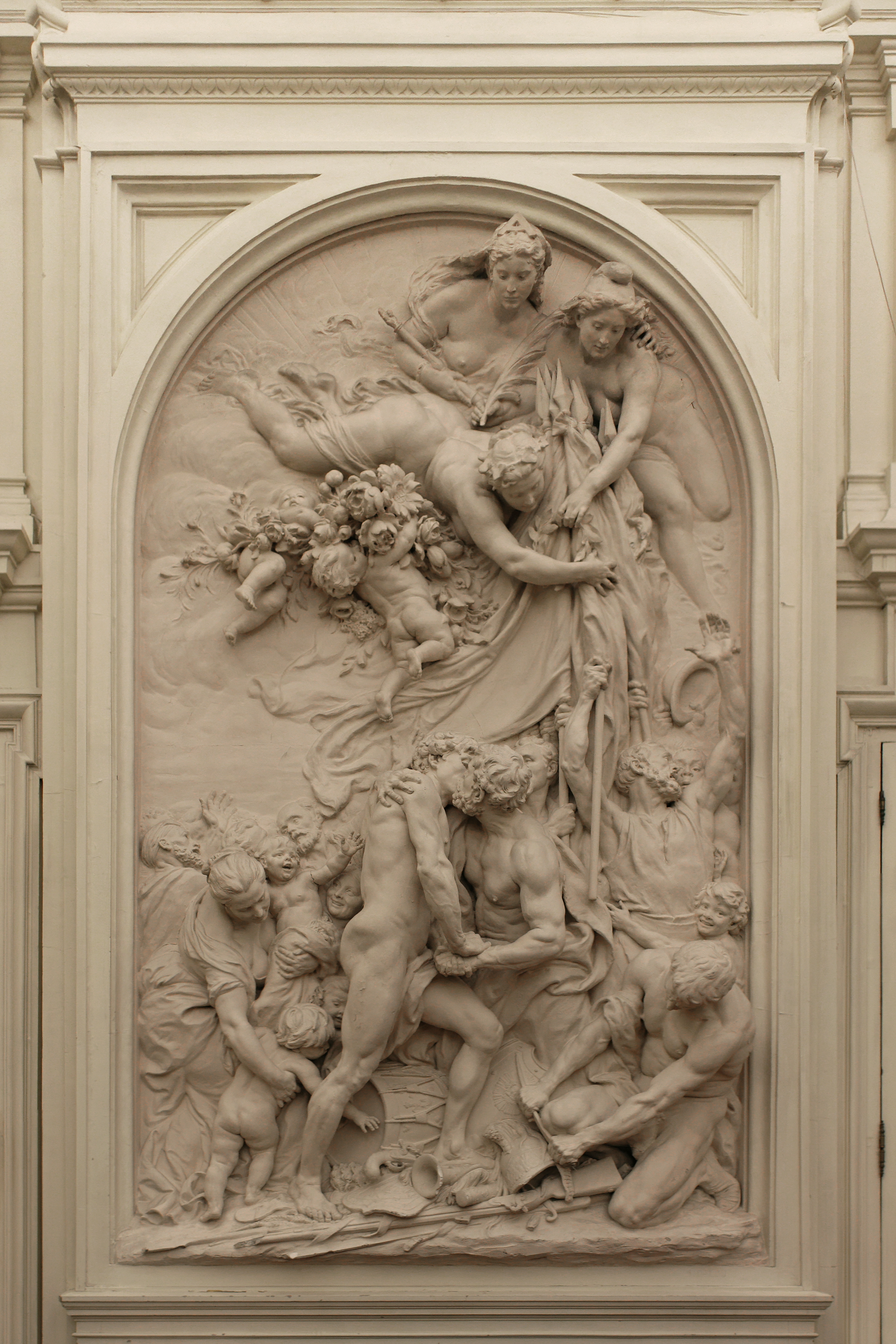
La Fraternité des Peuples (1883), plâtre, mairie du 10e arrondissement de Paris.
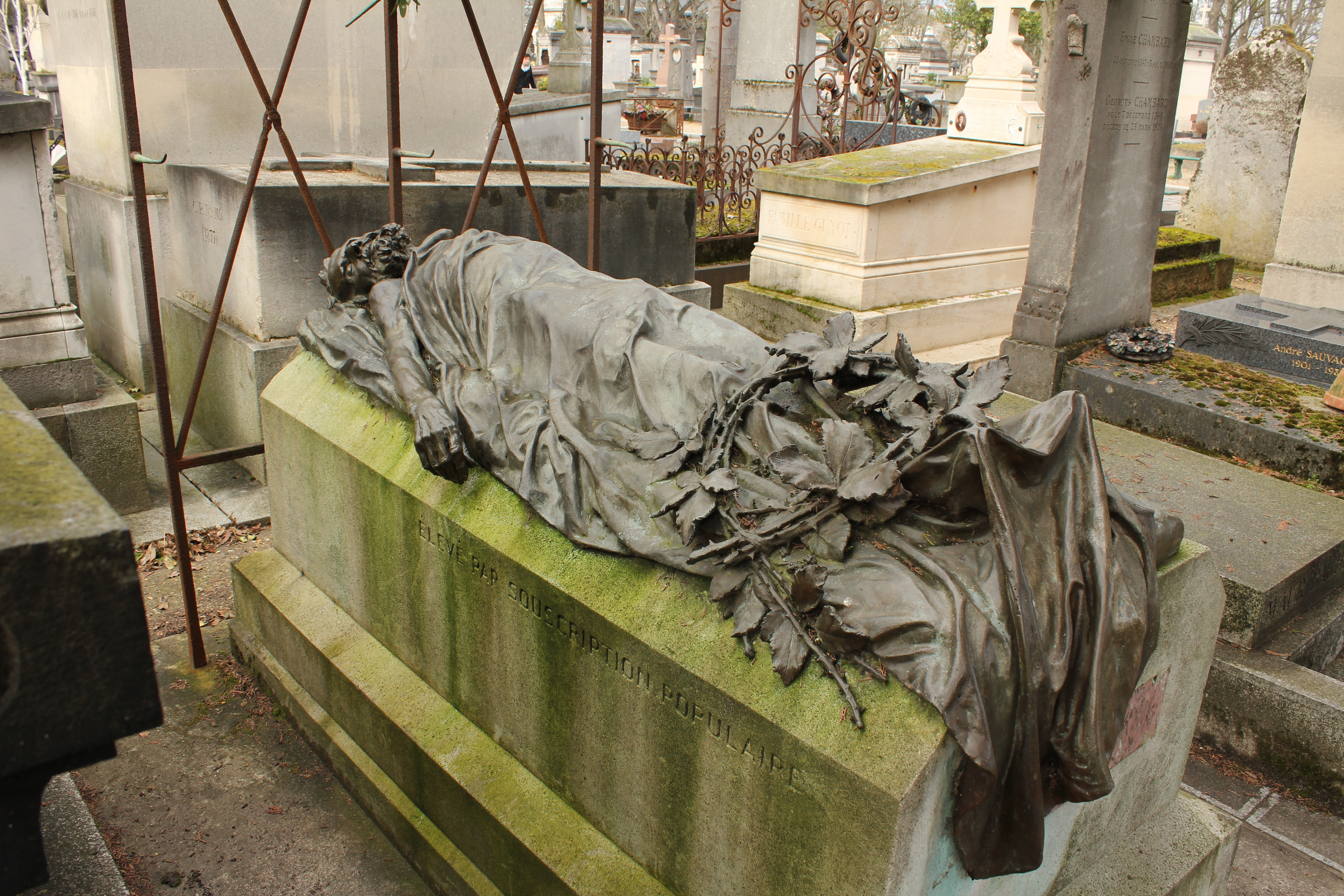
Monument funéraire d'Auguste Blanqui (1885), Paris, cimetière du Père-Lachaise.
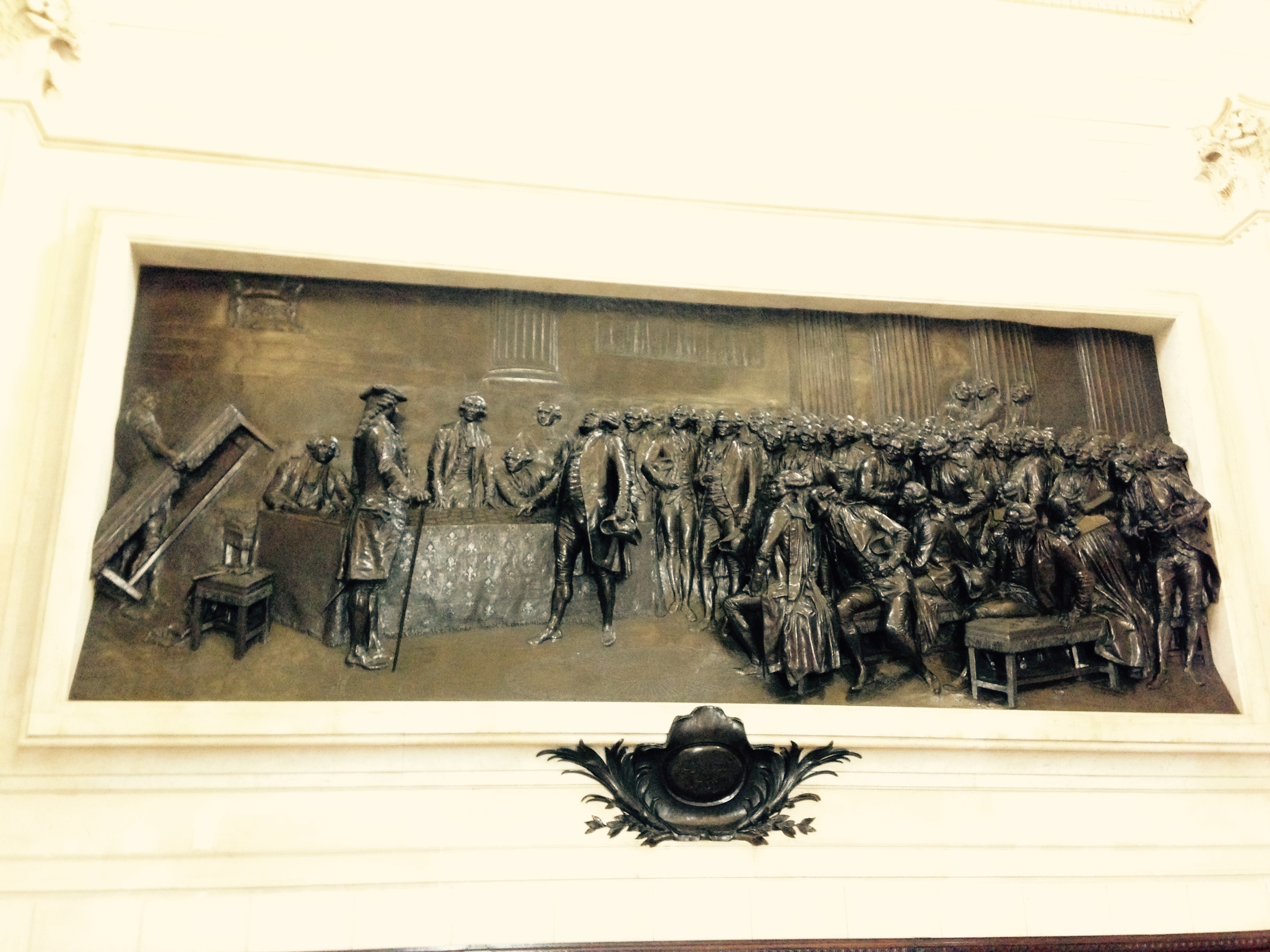
Mirabeau répondant à Dreux-Brézé (1890), Paris, Palais Bourbon.
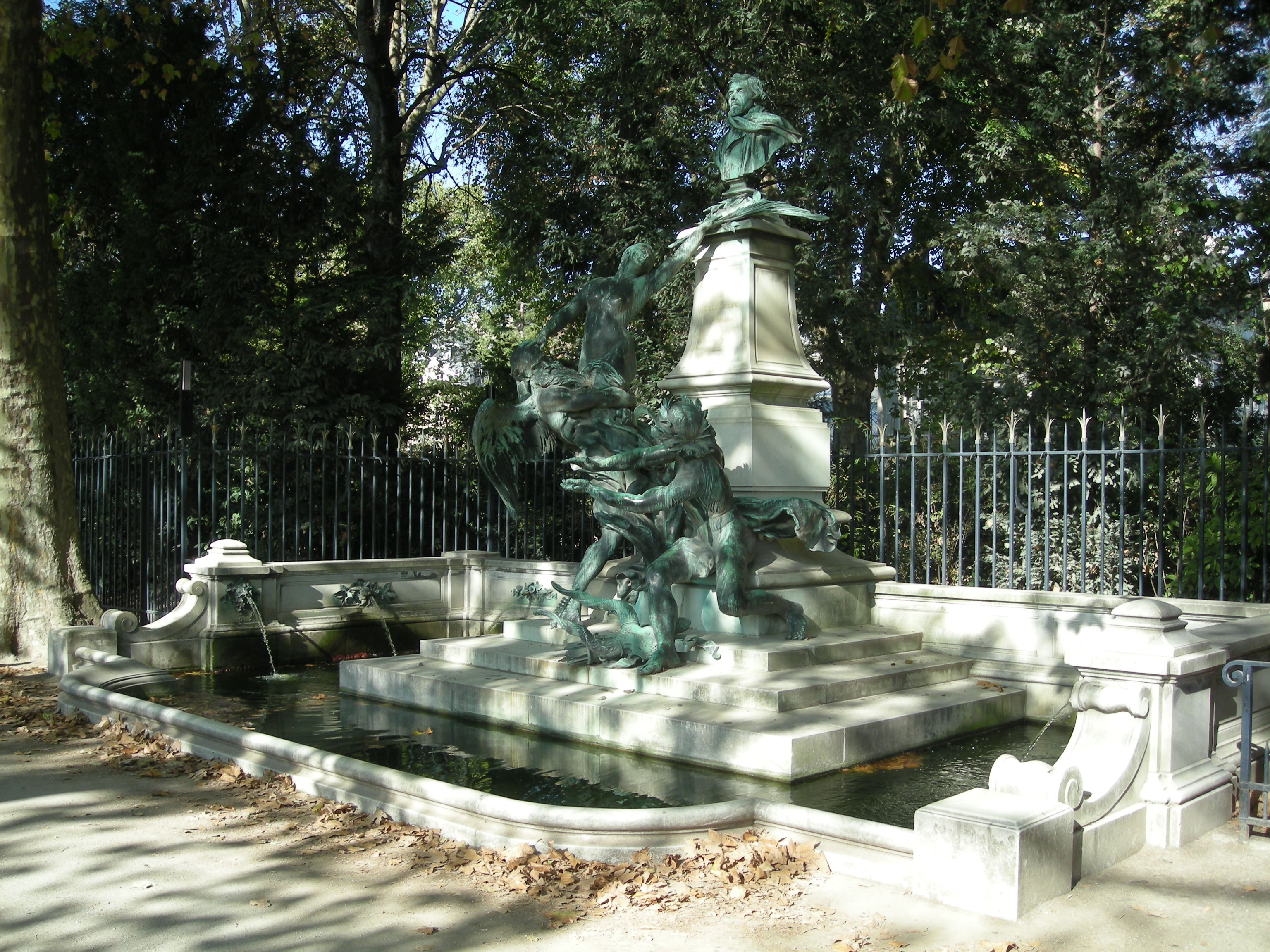
Monument à Eugène Delacroix (1890), Paris, jardin du Luxembourg.
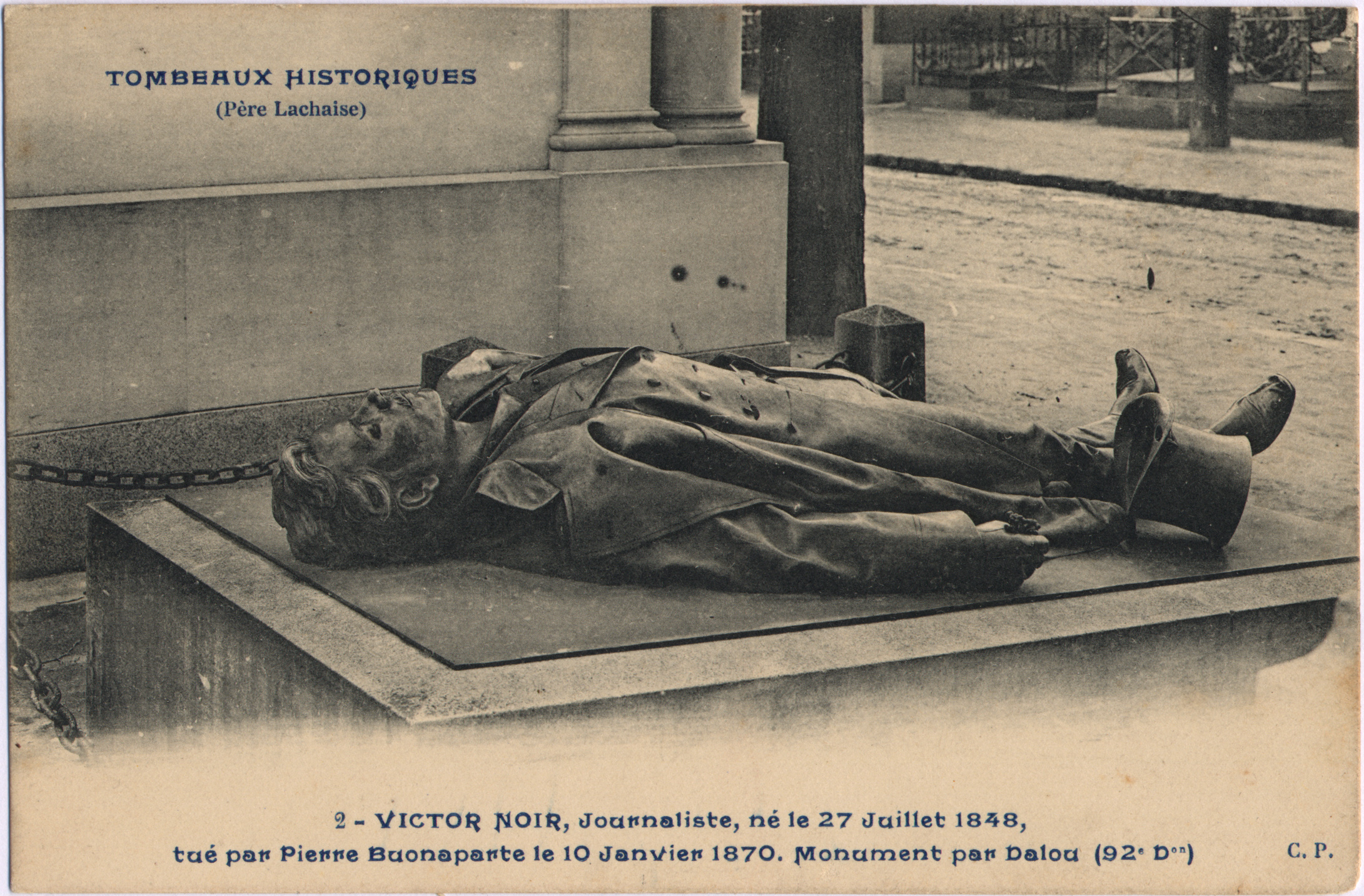
Monument à Victor Noir (1891), Paris, cimetière du Père-Lachaise.
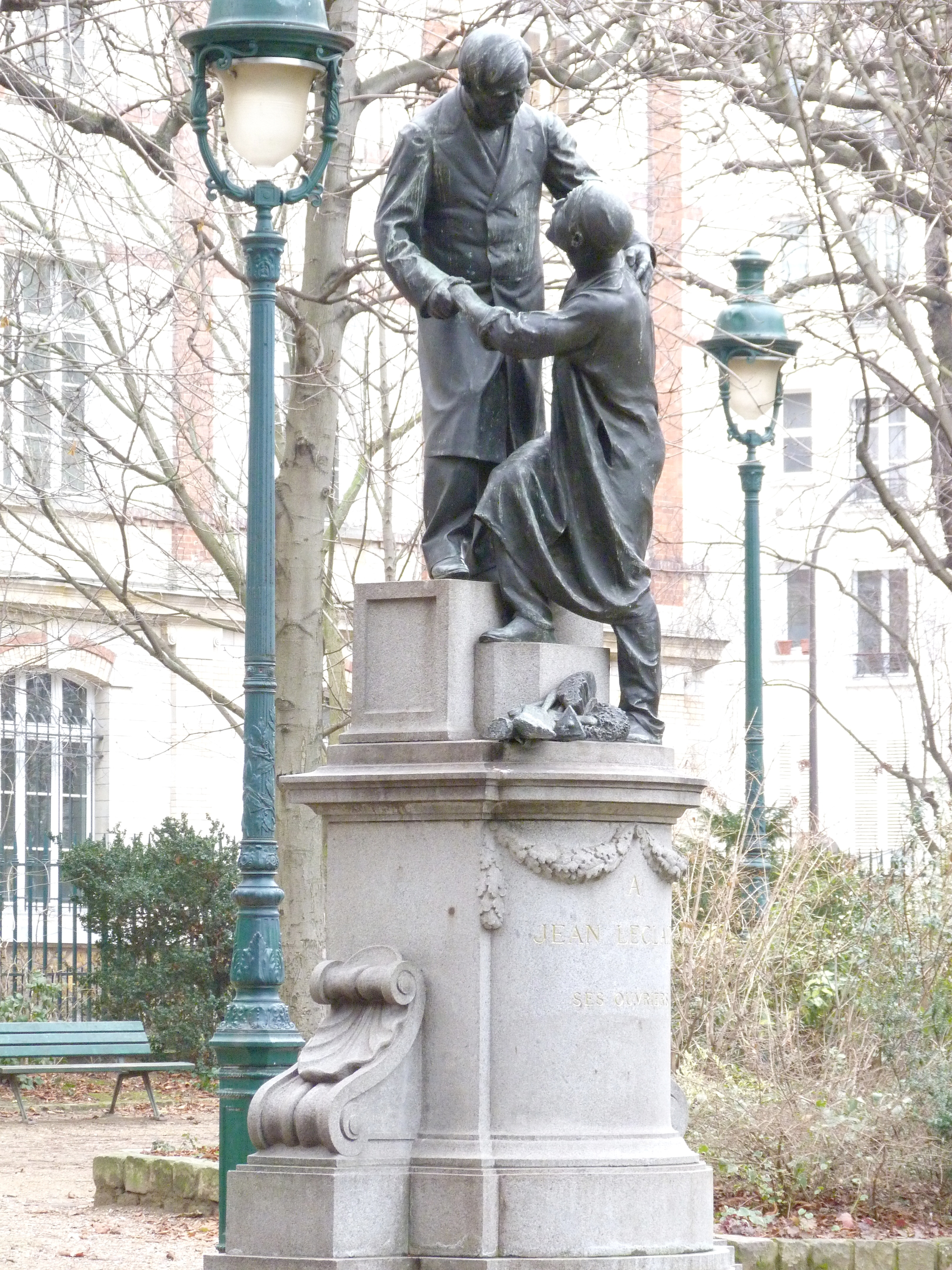
Monument à Jean Leclaire (1896), Paris, square des Épinettes. Le groupe en bronze a été refondu en 1971.
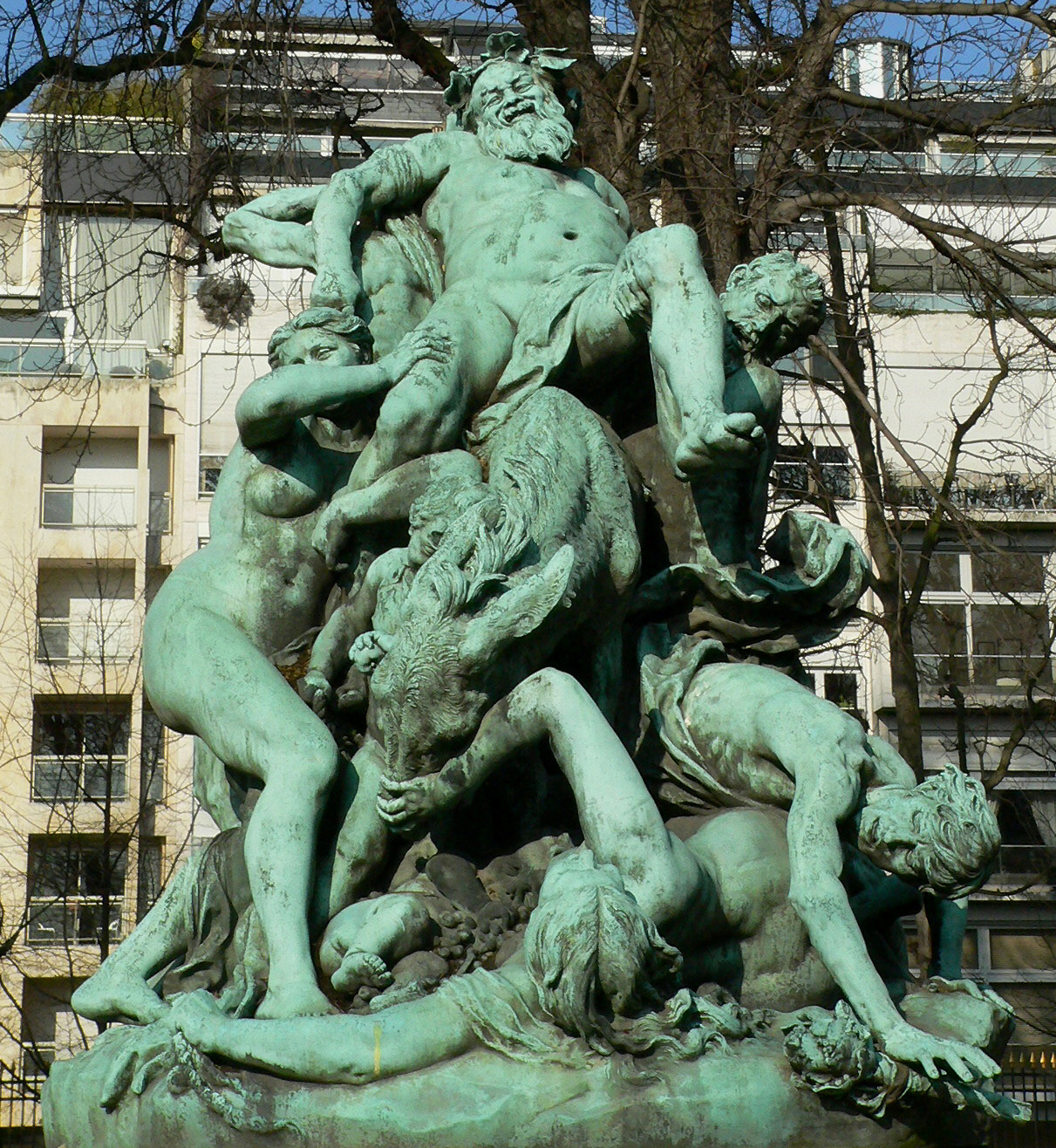
Le Triomphe de Silène (1898), Paris, jardin du Luxembourg.
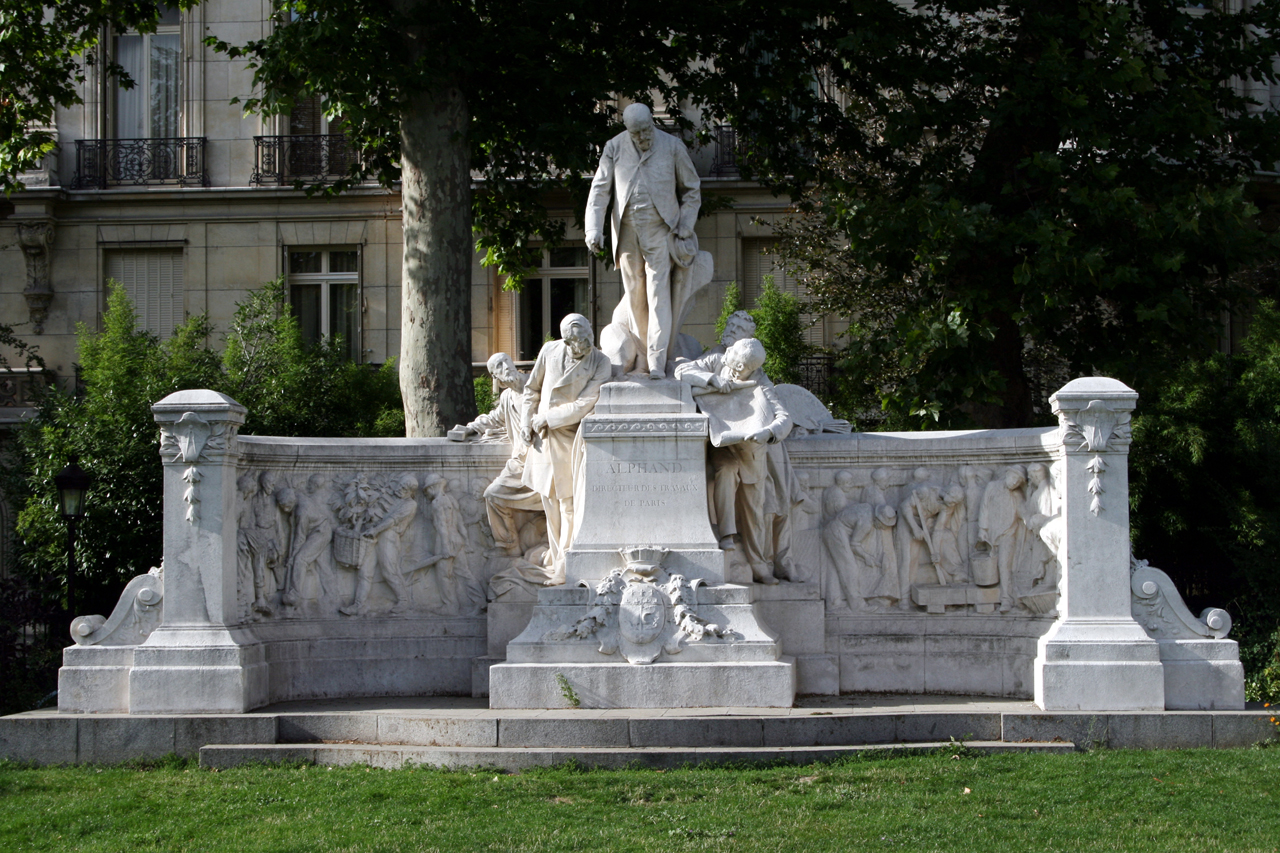
Monument à Alphand (1899), Paris, avenue Foch.
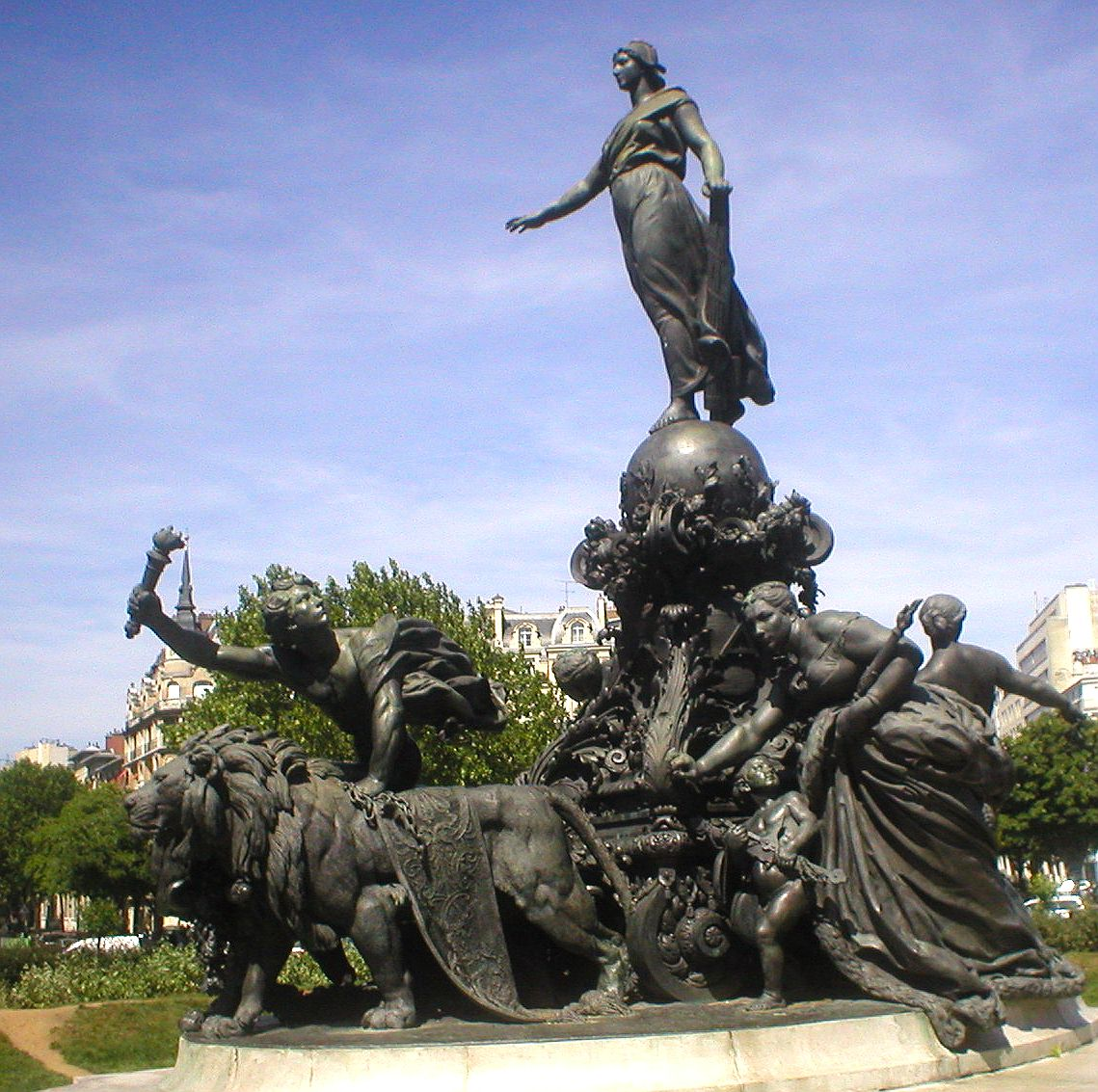
Le Triomphe de la République (1899), Paris, jardin de Marianne, place de la Nation.
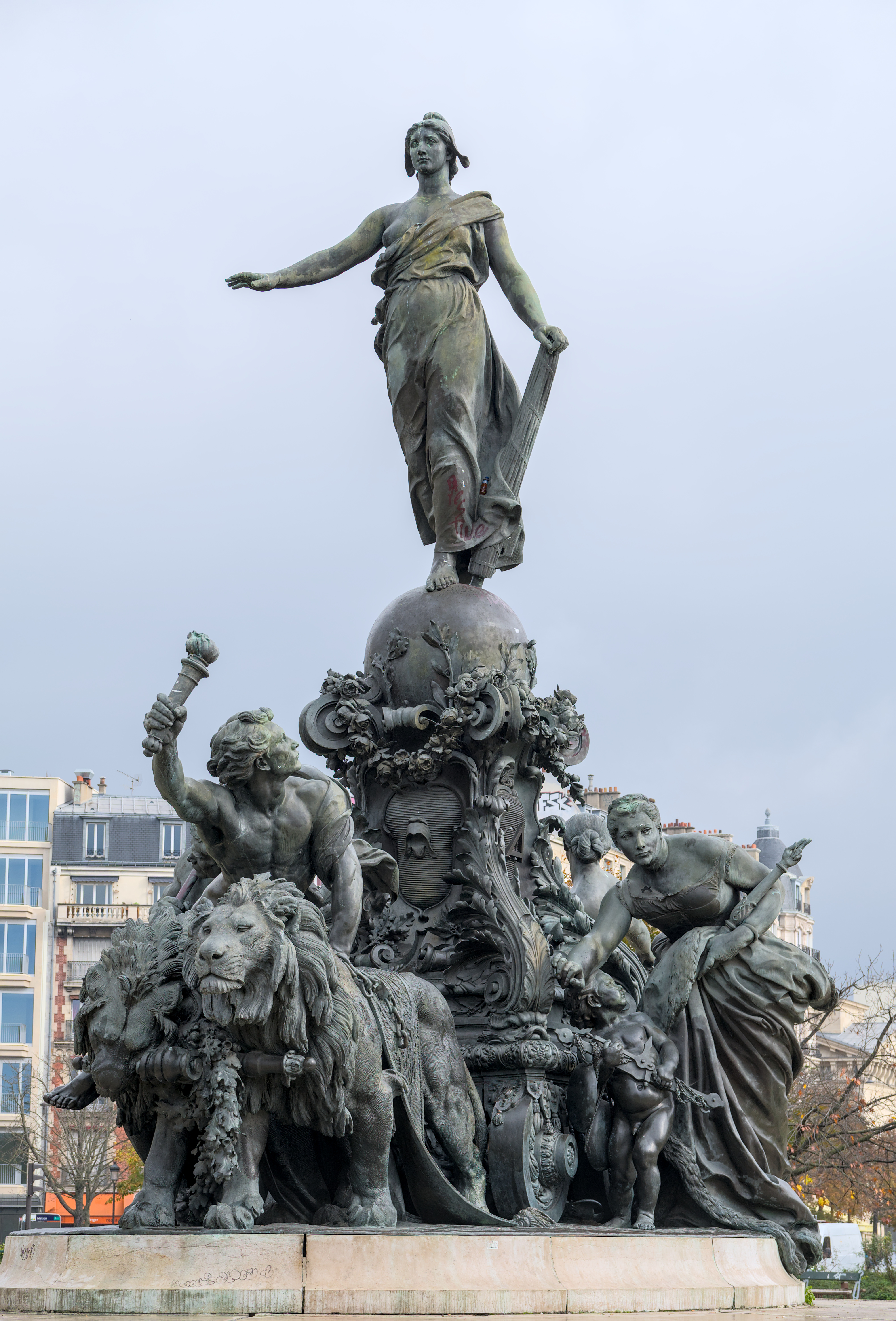
Le Triomphe de la République

### Œuvres dans les collections publiques

#### Etats-Unis

- Ithaca, Herbert F. Johnson Museum of Art : Statuette du marquis de La Fayette, bronze[26].
- Cleveland, Museum of Art : Torso (d'après l'étude pour la figure de l'Abondance dans l'ensemble "Le Triomphe de la République".

#### France
- Amiens, musée de Picardie : La Leçon de lecture, 1874.
- Bayonne, musée Bonnat-Helleu : La Renommée, 1886, bronze.

- Besançon, musée des Beaux-Arts et d'Archéologie : Gustave Courbet, 1890, buste en marbre.
- Blaye-les-Mines : Lavoisier, statue en bronze.
- Bordeaux, musée des Beaux-Arts :
  - Le Triomphe de Silène, 1884, plâtre original (œuvre détruite en mai 1968)[27] ;
  - Projet du monument de Gambetta, plâtre[28] ;
  - La Sagesse soutenant la Liberté, bronze[29].
- Châlons-en-Champagne, musée des Beaux-Arts et d'Archéologie : Baigneuse avant le bain.

- Paris :
  - cimetière du Montparnasse :
    - 6e division : Charles Robert, buste en marbre ;
    - 10e division : Étienne Charavay, 1901, bas-relief en marbre.Gustave Courbet (1890), musée des Beaux-Arts et d'Archéologie de Besançon.

  - cimetière du Père-Lachaise :

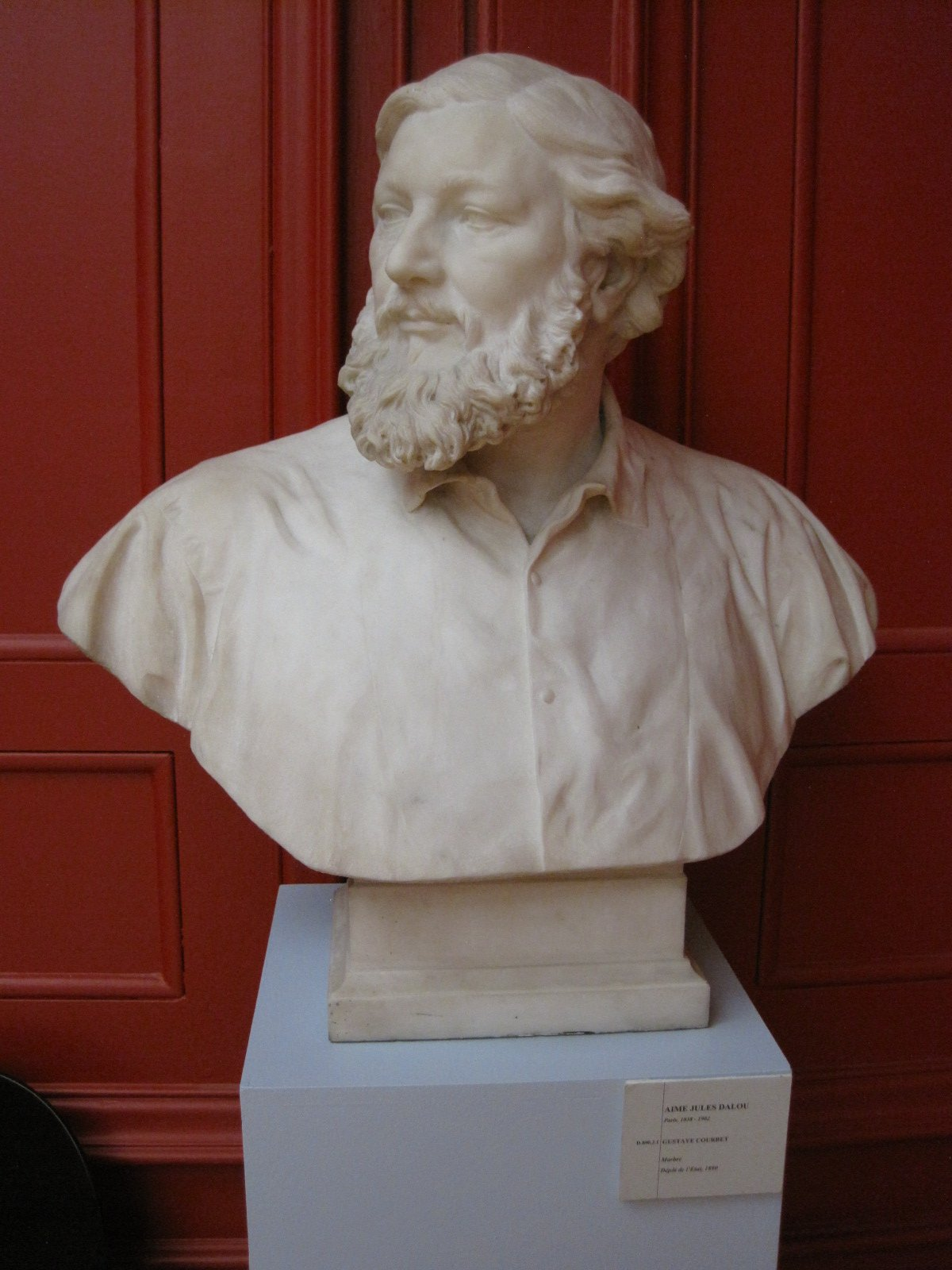
Gustave Courbet (1890), musée des Beaux-Arts et d'Archéologie de Besançon.

    - 53e division : Jules Jouy, 1899, buste en bronze ;
    - 76e division : Charles Amouroux, vers 1891, médaillon en bronze ;
    - 95e division : Jean-Baptiste Boussingault, 1895, buste en bronze ;
    - 96e division : Albert Wolff, vers 1891, buste en bronze.

  - musée d'Orsay :
    - Liseuse, vers 1875, terre-cuite ;
    - Femme nue lisant dans un fauteuil, 1878, bronze ;
    - Grand Paysan, bronze[30] ;
    - Travailleur debout tenant une bêche, bronze ;
    - Terrassier chargeant, bronze à la cire perdue, patine brun-rouge, fonte Hébrard ;
    - Tonnelier avec des cordes, bronze ;
    - Rebatteur de faux, bronze.

  - Petit Palais : environ 400 œuvres provenant en grande partie du fonds d'atelier de Dalou acquis en 1905[31], dont :
    - L'Âge d'or, 1888, vase en grès cérame édité par la manufacture nationale de Sèvres. Le musée en conserve deux exemplaires[32].
- Nogent sur Seine, Musée Camille Claudel : Etude du Torse de l'Abondance dans Le Triomphe de la République
- Suresnes :
  - lycée Paul-Langevin : L'Âge d'or, 1888, vase en grès édité par la manufacture nationale de Sèvres.
  - forteresse du Mont-Valérien : L'Âge d'or, 1888, vase en grès édité par la manufacture nationale de Sèvres. Le Touquet-Paris-Plage, musée du Touquet-Paris-Plage : La Boulonnaise, bronze[33].
- Vizille, musée de la Révolution française :
  - Marquis de Mirabeau, plâtre ;
  - Lavoisier, plâtre ;
  - Lazare Hoche, bronze à cire perdue.

#### Royaume-Uni
- Londres, Victoria and Albert Museum : Alphonse Legros, vers 1876, buste en plâtre[34].

#### Suisse
- Lausanne, Musée cantonal des Beaux-Arts.

### Autres œuvres
- Paris :

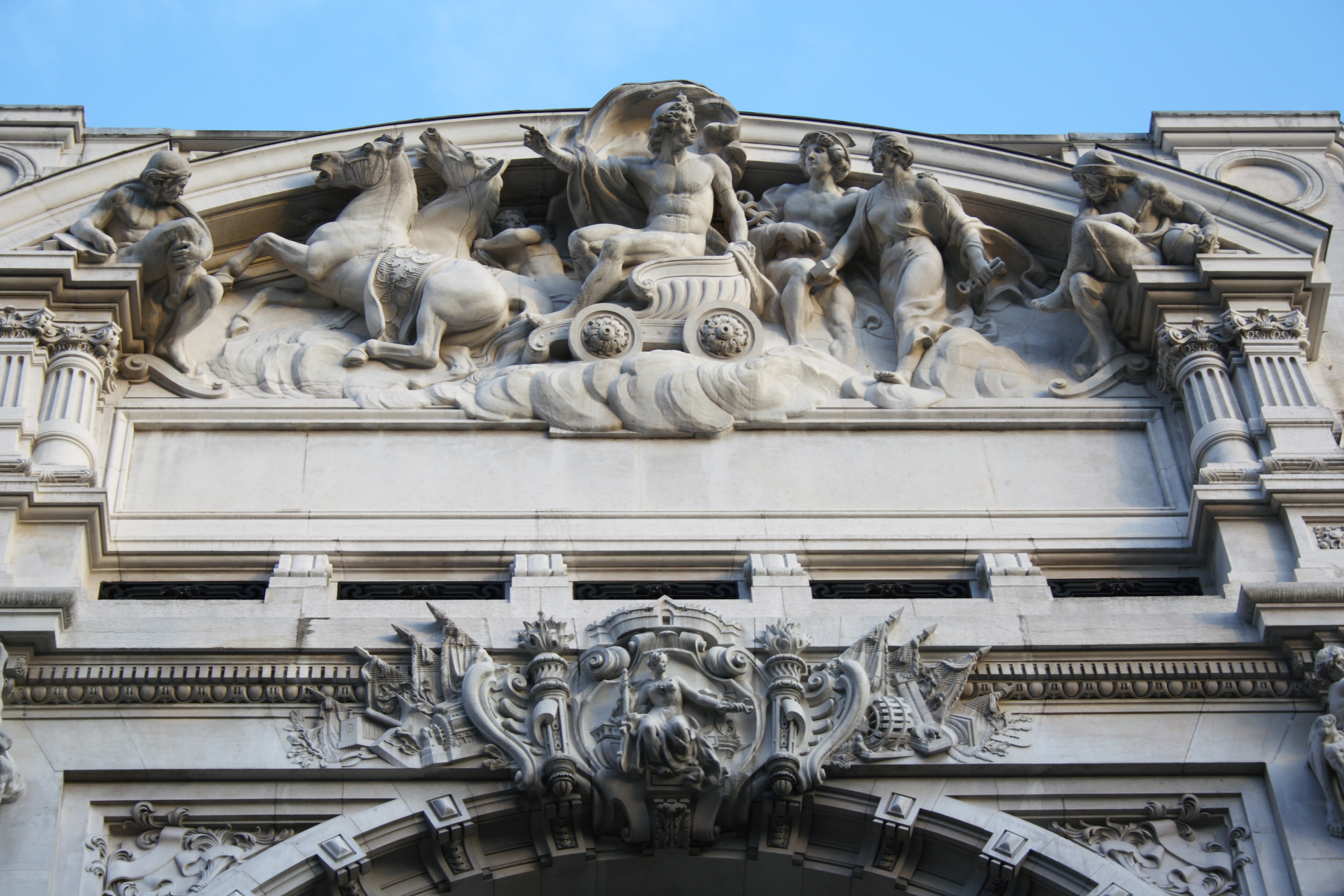
Le Progrès entraînant le Commerce et l'Industrie (1895), fronton des Grands Magasins Dufayel, Paris, rue de Clignancourt.

  - avenue des Champs-Élysées, hôtel  de la Païva : Ève, 1864, statue en marbre.
  - parc Monceau, hôtel Menier : sculptures ornementales pour les façades, 1867.
  - 26, rue de Clignancourt : Le Progrès entraînant le Commerce et l'Industrie, 1895, haut-relief en pierre, fronton des Grands Magasins Dufayel[35],[36].
  - palais Bourbon : Buste de Victor Hugo, réplique en marbre réalisée par Louis Demaille (1837-1906), commande de l'État en 1903.

### Œuvres posthumes
Après sa mort, Camille Lefèvre termine le Monument à Gambetta de Bordeaux (1904).
Camille Lefèvre exécute d'après les esquisses de Dalou le Monument à Émile Levassor, appelé aussi Monument de l'Automobiliste (1907), visible dans le square Alexandre-et-René-Parodi à Paris.
Le Monument à Scheurer-Kestner, sénateur dreyfusard, est achevé par les praticiens de Dalou d'après les modèles en plâtre des figures à grandeur d'exécution qui sont entièrement de la main de l'artiste, il est inauguré en 1908 à Paris au jardin du Luxembourg.

Œuvres posthumes
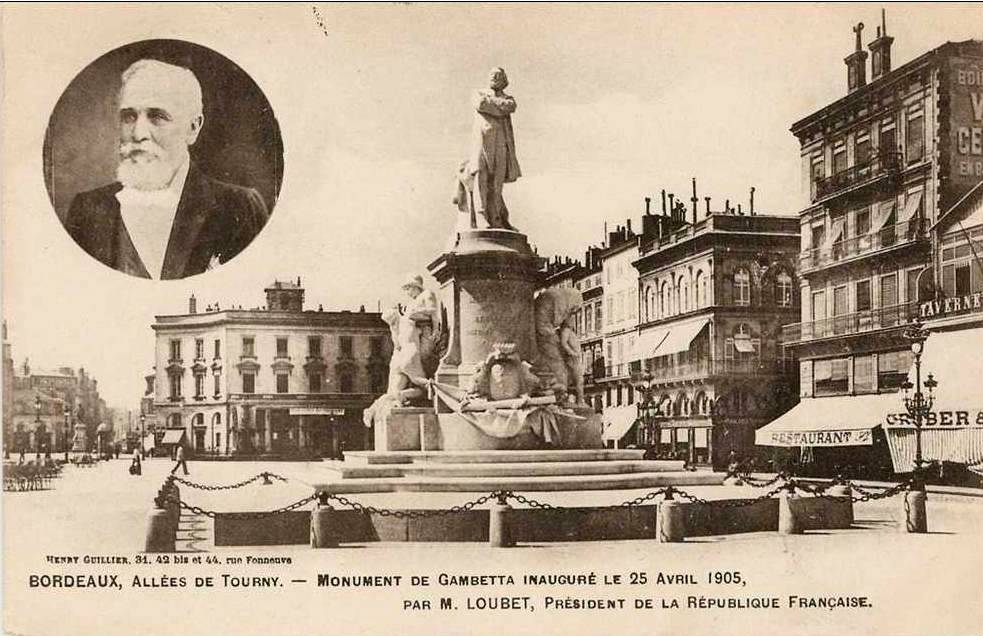
Monument à Gambetta (1904), Bordeaux, anciennement dans les allées de Tourny[39]. Achevé par Camille Lefèvre.
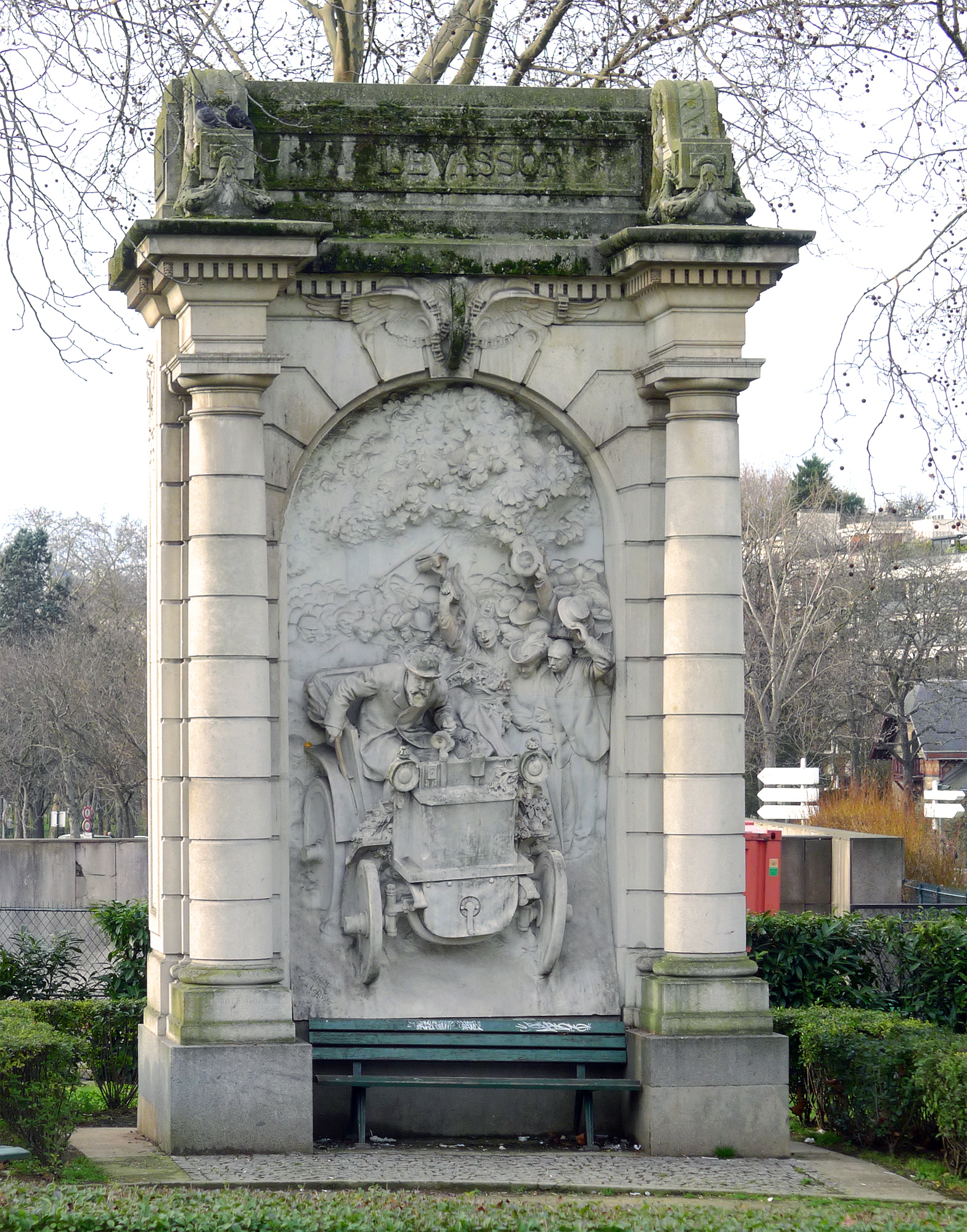
Monument à Émile Levassor (1907), Paris, square Alexandre-et-René-Parodi. Par Camille Lefèvre d'après l'esquisse de Dalou.
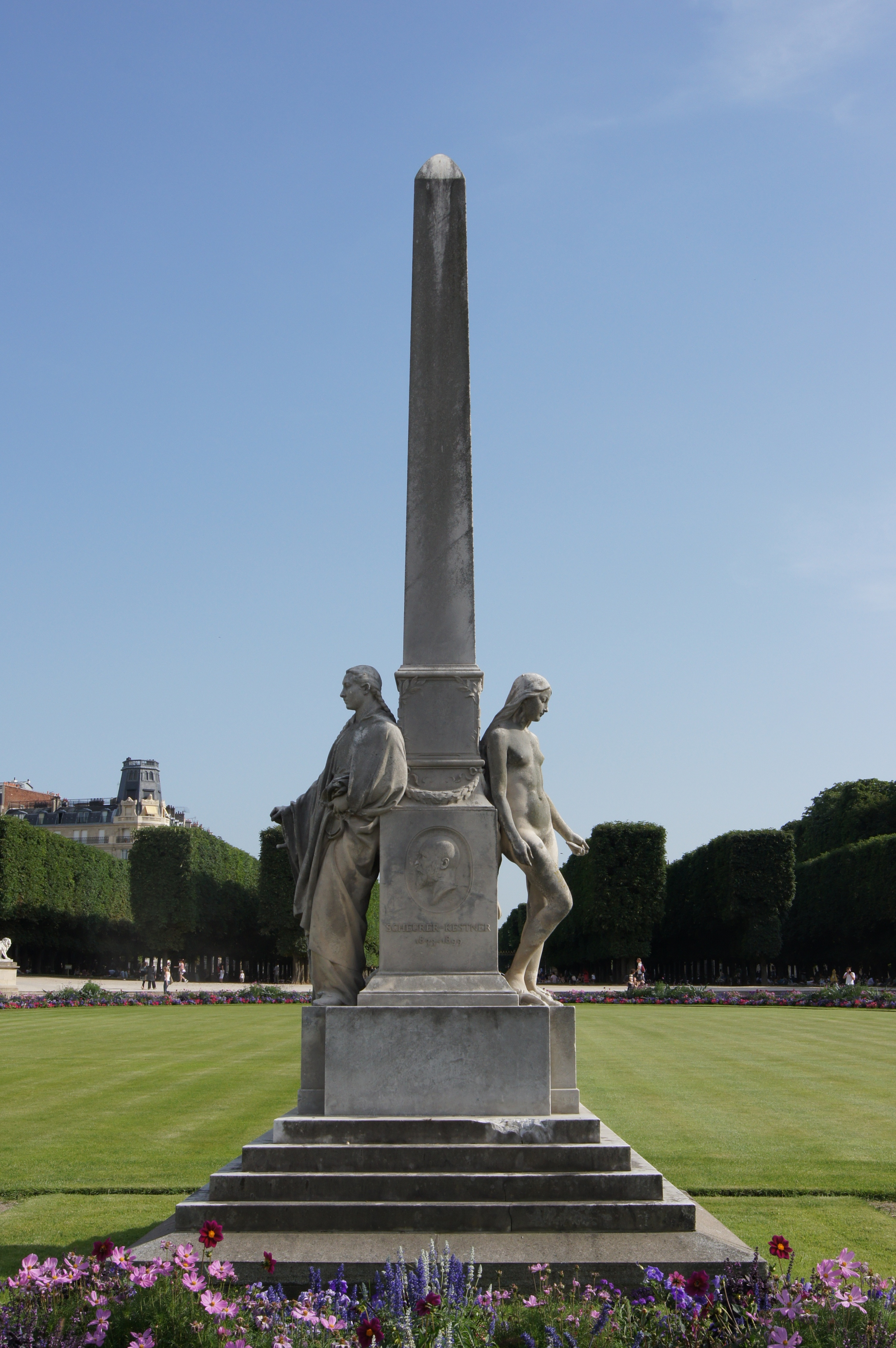
Monument à Scheurer-Kestner (1908), Paris, jardin du Luxembourg.

## Expositions
- Les sculptures de Dalou. Soixante sculptures : bronzes, terres-cuites, plâtres originaux, Galerie Delestre, Paris, décembre 1974[40].

## Réception critique
- « Fidèle au sens du monumental jusque dans ses petites figurines, il a su éviter les pièges du réalisme et marier le naturalisme aux conquêtes de l'impressionnisme. » - Gérald Schurr[40]

## Hommages
Les municipalités de Paris (rue Dalou, 15e arrondissement), Béziers, Brive-la-Gaillarde, Évry, La Rochelle, Malakoff, Perpignan, Toulouse (rue Jules-Dalou), Vitry-sur-Seine et Montréal (quartier de Snowdon) lui ont dédié des voies portant son nom.
Le nom du café-brasserie Le Dalou au 30, place de la Nation dans le 12e arrondissement de Paris, constitue un hommage plus populaire.

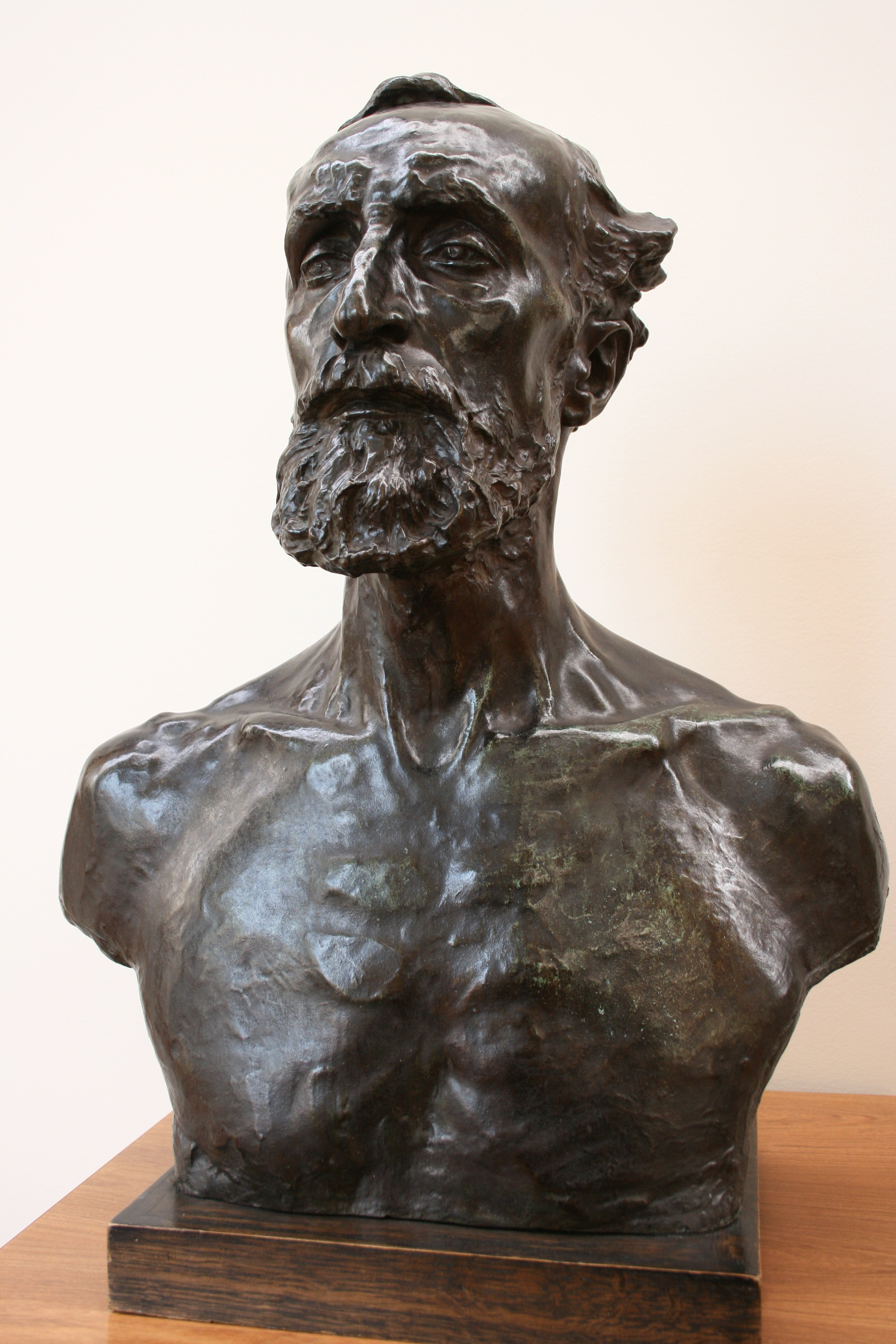
Auguste Rodin, Buste de Jules Dalou (1883), Roubaix, La Piscine.
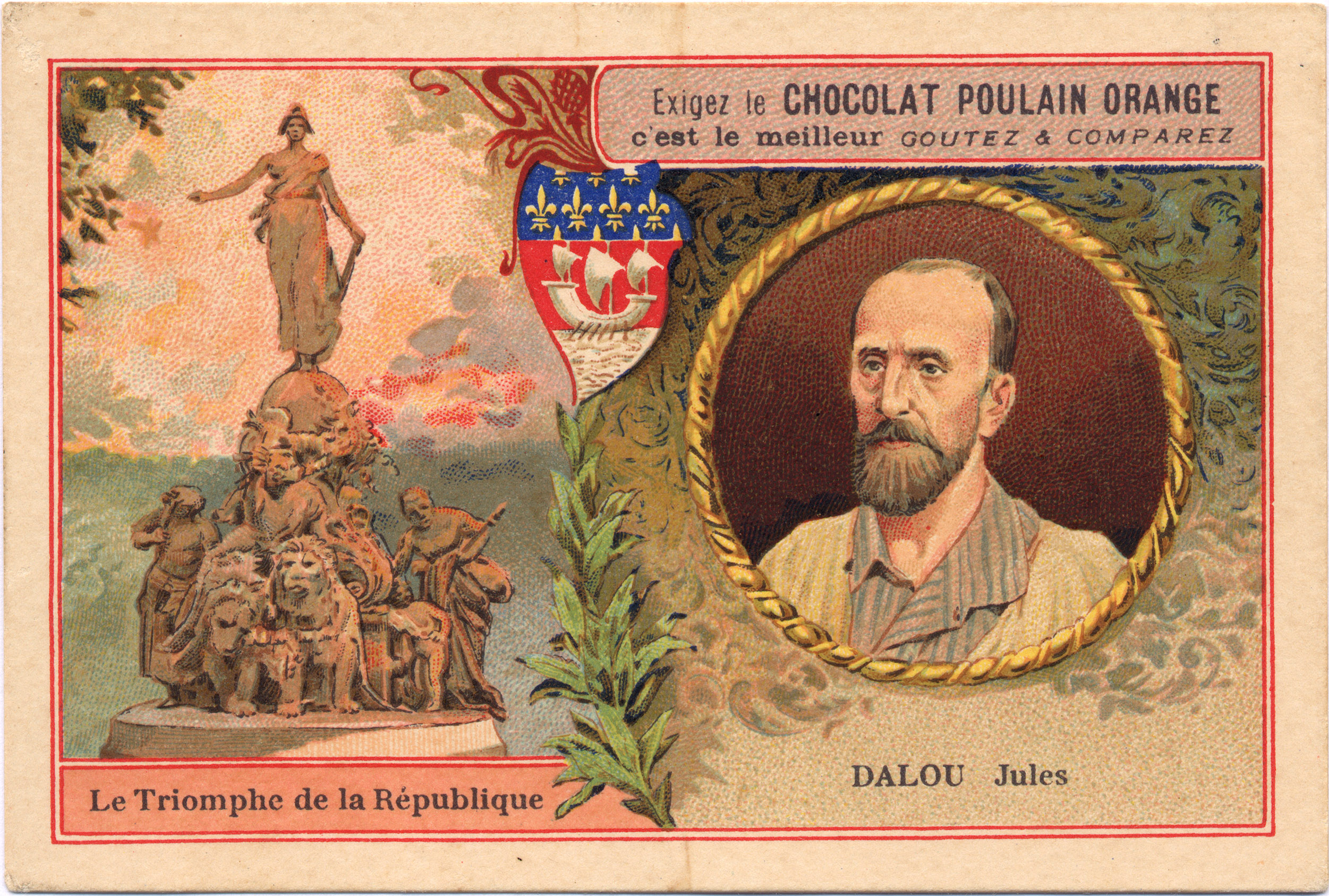
Image Chocolat Poulain : Dalou et Le Triomphe de la République.

#### Monographie
- Maurice Dreyfous, Dalou, sa vie et son œuvre, Paris, Laurens, 1903.
- Paul Cornu, Jules Dalou, Paris, H.Fabre, no 8 de la collection « Portraits d'hier », 1er juillet 1909.
- Henriette Caillaux, Aimé-Jules Dalou, L'homme - L'œuvre, Paris, Delagrave, 1935.
- (en) John M. Hunisak, The sculptor Jules Dalou - Studies in Style and Imagery, New York et Londres, Garland Publishing, 1977.
- Amélie Simier, Daniel Imbert, Guénola Groud, Dalou à Paris, Paris, Éditions Paris Musées, 2010  (ISBN 978-2-7596-0121-9).
- Amélie Simier, Marine Kisiel, Jules Dalou : le sculpteur de la République, Paris, Éditions Paris Musées, 2013  (ISBN 9782759601899).
- Ute Hünigen, Le Triomphe de la République. Das Republikdenkmal von Aimé-Jules Dalou im Kontext der kunstpolitischen und künstlerischen Strömungen der III. Republik von 1870 bis 1899, éd. Katrin Pollems-Braunfels, Munich, Hirmer Verlag, 2021  (ISBN 9783777436838).

#### Article de presse
- Paul Vitry, « Jules Dalou, 1838-1902 », Art & Décoration, tome XIV, juillet-décembre 1903, pp. 273-288 (lire en ligne).
- Maurice Dreyfous, « Dalou inconnu », L'Art et les Artistes, tome II, octobre 1905 - mars 1906, pp. 71-83 (lire en ligne).
- Paul Vitry, « Le monument Scheurer-Kestner », Art & décoration, tome XXIII, janvier-juin 1908, pp. 133-136 (lire en ligne).
- Claude Frégnac, « Dalou tiré de l’oubli », Connaissance des arts, no 147, mai 1964, pp.114-121.
- Jacques Ginepro, « Dalou ou le naturalisme en sculpture », L'Estampille, no 146, juin 1982.
- Pierre Cadet, « L’édition des œuvres de Dalou par la Maison Susse », Gazette des beaux-arts, tome 126, février 1994.
- « Dalou, des gisants et des morts », Europe, no 923, mars 2006, p. 327-338.

#### Ouvrage généraliste
- Stanislas Lami, Dictionnaire des sculpteurs de l'École française au XIXe siècle, Paris, 4 volumes, 1914-1921.
- Maurice Rheims, La sculpture au XIXe siècle, Paris, Arts et Métiers Graphiques, 1972.
- Thérèse Burollet, « Deux grands fonds de sculptures du Musée du Petit Palais : Dalou et Carriès », in La sculpture du XIXe siècle, une mémoire retrouvée. Les fonds de sculpture, Paris, Rencontres de l’École du Louvre, La Documentation française, 1986  (ISBN 2110016698).
- Anne Pingeot, La sculpture au musée d'Orsay, éditions Scala / Réunion des musées nationaux, 1995.
- Collectif, Sculptures, de Carpeaux à Rodin : Exposition, Mont-de-Marsan, Musée Despiau-Wlérick, 23 juin-8 octobre 2000, [catalogue], Musées de Mont-de-Marsan, 2000  (ISBN 9782914098021).
- Bertrand Tillier, La Commune de Paris, révolution sans images ? Politique et représentations dans la France républicaine, 1871-1914, Seyssel, Champ Vallon, 2004  (ISBN 9782876733909).
- Georges Belleiche, Statues de Paris - Les rues de la Rive Droite, Paris, Massin Éditeur, 2006.
- Guillaume Peigné, Dictionnaire des sculpteurs néo-baroques français (1870-1914), Paris, CTHS, coll. « Format no 71 », 2012, 559 p. (ISBN 978-2-7355-0780-1, OCLC 828238758, BNF 43504839), p. 159-169.

#### Travail universitaire
- John Michael Hunisak, The sculptor Jules Dalou: studies in his style and imagery, thèse de la New York University, 1976.
- Cloé Viala, La réception de l'art d'Aimé-Jules Dalou entre 1883 et 1889 : une reconnaissance après l'exil, mémoire d'étude de l'École du Louvre, 2009.
- Vladimir Nestorov, Jules Dalou et Rubens : histoire d'une inspiration, mémoire d'étude de l'École du Louvre, 2013.
- Jennifer Getson, Jules Dalou and the Problem of Monumental Commemoration in Third-Republic Paris, thèse de l'Ohio State University, 2013.
- Andrew Eschelbacher, Labor in the cauldron of progress: Jules Dalou, the inconstant worker, and Paris's memorial landscape, thèse de l'University of Maryland, 2013.

#### Varia
- Adolphe Giraudon, Catalogue de l'œuvre de Jules Dalou, catalogue no 18, Chartres, Bibliothèque Photographique A.Giraudon, 1904.